# Dél-Korea a 2008. évi nyári olimpiai játékokon
Dél-Korea a kínai Pekingben megrendezett 2008. évi nyári olimpiai játékok egyik részt vevő nemzete volt. Az országot az olimpián 27 sportágban 265 sportoló képviselte, akik összesen 31 érmet szereztek.
Dél- és Észak-Korea eredetileg egy összevont küldöttséggel kívánt szerepelni a játékokon, de a kivitelezésén nem tudtak megegyezni.

## Érmesek
| Érem  | Versenyző | Sportág       | Versenyszám              |
| ----- | --- | ------------- | ------------------------ |
| Arany | Nemzeti válogatott Csang Vonszam Csin Gapjong Csong Dehjon Csong Gunu Han Gidzsu I Deho I Dzsinjong I Dzsonguk I Jonggju I Szungjop I Thekkun Jun Szokmin Kang Minho Kim Dongdzsu Kim Hjonszu Kim Gvanghjon Kim Mindzse Ko Jongmin Kvon Hjok Lju Hjondzsin O Szunghvan Pak Csinman Pong Dzsunggun Szong Szungdzsun | Baseball      | Férfi                    |
| Arany | Cshö Minho | Cselgáncs     | Férfi légsúly            |
| Arany | Im Donghjon I Cshanghvan Pak Kjongmo | Íjászat       | Férfi csapat             |
| Arany | Csu Hjondzsong Pak Szonghjon Jun Okhi | Íjászat       | Női csapat               |
| Arany | Csin Dzsongo | Sportlövészet | Férfi szabadpisztoly     |
| Arany | Sza Dzsehjok | Súlyemelés    | Férfi 77 kg              |
| Arany | Csang Miran | Súlyemelés    | Női +75 kg               |
| Arany | Szon Thedzsin | Taekwondo     | Férfi pehelysúly         |
| Arany | Csha Dongmin | Taekwondo     | Férfi nehézsúly          |
| Arany | Im Szudzsong | Taekwondo     | Női pehelysúly           |
| Arany | Hvang Gjongszon | Taekwondo     | Női váltósúly            |
| Arany | I Hjodzsong I Jongde | Tollaslabda   | Vegyes páros             |
| Arany | Pak Thehvan | Úszás         | Férfi 400 m gyors        |
| Ezüst | Vang Gicshun | Cselgáncs     | Férfi könnyűsúly         |
| Ezüst | Kim Dzsebom | Cselgáncs     | Férfi váltósúly          |
| Ezüst | Pak Kjongmo | Íjászat       | Férfi egyéni             |
| Ezüst | Pak Szonghjon | Íjászat       | Női egyéni               |
| Ezüst | Csin Dzsongo | Sportlövészet | Férfi légpisztoly        |
| Ezüst | Jun Dzsinhi | Súlyemelés    | Női 53 kg                |
| Ezüst | I Hjodzsong I Kjongvon | Tollaslabda   | Női páros                |
| Ezüst | Ju Voncshol | Torna         | Férfi korlát             |
| Ezüst | Pak Thehvan | Úszás         | Férfi 200 m gyors        |
| Ezüst | Nam Hjonhi | Vívás         | Női tőr, egyéni          |
| Bronz | Ju Szungmin Jun Dzsejong O Szangun | Asztalitenisz | Férfi csapat             |
| Bronz | Kim Gjonga Pak Mijong Tang Jeszo | Asztalitenisz | Női csapat               |
| Bronz | Pak Uncshol | Birkózás      | Férfi kötöttfogás, 55 kg |
| Bronz | Csong Gjongmi | Cselgáncs     | Női félnehézsúly         |
| Bronz | Jun Okhi | Íjászat       | Női egyéni               |
| Bronz | Nemzeti válogatott An Dzsonghva Cshö Imdzsong Hong Dzsongho Ho Szunjong I Minhi Kim Cshajon Kim Namszon Kim Ona Mun Philhi O Jongran O Szongok Pak Csonghi Pe Minhi Szong Herim | Kézilabda     | Női                      |
| Bronz | Kim Dzsongdzsu | Ökölvívás     | Váltósúly                |
| Bronz | I Dzsedzsin Hvang Dzsiman | Tollaslabda   | Férfi páros              |

## Asztalitenisz

### Férfi
| Versenyző    | Versenyszám | Selejtező         | 64-es főtábla     | 48-as főtábla                                                     | 32-es főtábla                                                     | Nyolcaddöntő                                   | Negyeddöntő                            | Elődöntő          | Döntő             | Helyezés |
| Versenyző    | Versenyszám | Ellenfél Eredmény | Ellenfél Eredmény | Ellenfél Eredmény                                                 | Ellenfél Eredmény                                                 | Ellenfél Eredmény                              | Ellenfél Eredmény                      | Ellenfél Eredmény | Ellenfél Eredmény | Helyezés |
| ------------ | ----------- | ----------------- | ----------------- | ----------------------------------------------------------------- | ----------------------------------------------------------------- | ---------------------------------------------- | -------------------------------------- | ----------------- | ----------------- | -------- |
| Jun Dzsejong | Egyes       |                   |                   | William Henzell (AUS) · 4–11, 7–11, 11–9, 10–12, 11–5, 11–7, 11–4 | Werner Schlager (AUT) · 12–10, 8–11, 11–6, 4–11, 11–9, 6–11, 8–11 | kiesett                                        | kiesett                                | kiesett           | kiesett           | 17.      |
| O Szangun    | Egyes       |                   |                   |                                                                   | Segun Toriola (NGR) · 12–14, 15–13, 11–6, 11–5, 9–11, 9–11, 11–7  | Timo Boll (GER) · 11–9, 11–4, 11–9, 8–11, 11–4 | Ma Lin (CHN) · 3–11, 5–11, 9–11, 10–12 | kiesett           | kiesett           | 5.       |
| Ju Szungmin  | Egyes       |                   |                   |                                                                   | Ko Lai Chak (HKG) · 7–11, 8–11, 6–11, 11–4, 11–5, 10–12           | kiesett                                        | kiesett                                | kiesett           | kiesett           | 17.      |

#### Csapat
- Ju Szungmin
- Jun Dzsejong
- O Szangun

C csoport
| Csapat     | JM | GY | V | GyJ | VJ | PT |
| ---------- | -- | -- | - | --- | -- | -- |
| Dél-Korea  | 3  | 3  | 0 | 28  | 15 | 6  |
| Tajvan     | 3  | 2  | 1 | 28  | 23 | 4  |
| Svédország | 3  | 1  | 2 | 21  | 21 | 2  |
| Brazília   | 3  | 0  | 3 | 10  | 28 | 0  |

| Dél-Korea (KOR) | 3 – 0 | Svédország |

| Dél-Korea (KOR) | 3 – 1 | Brazília |

| Dél-Korea (KOR) | 3 – 1 | Tajvan |

Elődöntő
| Kína (CHN) | 3 – 0 | Dél-Korea |

Vigaszág második kör
| Dél-Korea (KOR) | 3 – 1 | Hongkong |

Bronzmérkőzés
| Dél-Korea (KOR) | 3 – 1 | Ausztria |

| Csapat    | Helyezés |
| --------- | -------- |
| Dél-Korea |          |

### Női
| Versenyző  | Versenyszám | Selejtező         | 64-es főtábla     | 48-as főtábla                                  | 32-es főtábla                                                | Nyolcaddöntő                                                | Negyeddöntő       | Elődöntő          | Döntő             | Helyezés |
| Versenyző  | Versenyszám | Ellenfél Eredmény | Ellenfél Eredmény | Ellenfél Eredmény                              | Ellenfél Eredmény                                            | Ellenfél Eredmény                                           | Ellenfél Eredmény | Ellenfél Eredmény | Ellenfél Eredmény | Helyezés |
| ---------- | ----------- | ----------------- | ----------------- | ---------------------------------------------- | ------------------------------------------------------------ | ----------------------------------------------------------- | ----------------- | ----------------- | ----------------- | -------- |
| Kim Gjonga | Egyes       |                   |                   |                                                | Fukuoka Haruna (JPN) · 11-9, 14-16, 12-10, 12-14, 11-9, 11-7 | Chen Wang (USA) · 9-11, 11-9, 8-11, 12-10, 11-6, 9-11, 5-11 | kiesett           | kiesett           | kiesett           | 9.       |
| Pak Mijong | Egyes       |                   |                   |                                                | Kim Dzsong (PRK) · 11-7, 11-4, 11-8, 11-6                    | Vang Nan (CHN) · 7-11, 7-11, 11-9, 6-11, 13-11, 5-11        | kiesett           | kiesett           | kiesett           | 9.       |
| Tang Jeszo | Egyes       |                   |                   | Miao Miao (AUS) · 11-3, 7-11, 11-3, 11-6, 11-6 | Feng Tian Wei (SIN) · 4-11, 5-11, 3-11, 5-11                 | kiesett                                                     | kiesett           | kiesett           | kiesett           | 17.      |

#### Csapat
- Kim Gjonga
- Pak Mijong
- Tang Jeszo

D csoport
| Csapat        | JM | GY | V | GyJ | VJ | PT |
| ------------- | -- | -- | - | --- | -- | -- |
| Dél-Korea     | 3  | 3  | 0 | 27  | 6  | 6  |
| Japán         | 3  | 2  | 1 | 25  | 21 | 4  |
| Spanyolország | 3  | 1  | 2 | 20  | 23 | 2  |
| Ausztrália    | 3  | 0  | 3 | 5   | 27 | 0  |

| Dél-Korea (KOR) | 3 – 0 | Spanyolország |

| Dél-Korea (KOR) | 3 – 0 | Ausztrália |

| Dél-Korea (KOR) | 3 – 0 | Japán |

Elődöntő
| Szingapúr (SIN) | 3 – 2 | Dél-Korea |

Vigaszág második kör
| Dél-Korea (KOR) | 3 – 0 | Egyesült Államok |

Bronzmérkőzés
| Dél-Korea (KOR) | 3 – 0 | Japán |

| Csapat    | Helyezés |
| --------- | -------- |
| Dél-Korea |          |

## Atlétika
Férfi
| Versenyző      | Versenyszám     | Előfutam | Előfutam | Előfutam | Negyeddöntő | Negyeddöntő | Negyeddöntő | Elődöntő | Elődöntő | Elődöntő | Döntő   | Döntő    |
| Versenyző      | Versenyszám     | Idő      | Hely.    | Össz.    | Idő         | Hely.       | Össz.       | Idő      | Hely.    | Össz.    | Idő     | Helyezés |
| -------------- | --------------- | -------- | -------- | -------- | ----------- | ----------- | ----------- | -------- | -------- | -------- | ------- | -------- |
| I Dzsongdzsun  | 110 m gát       | 13,65    | 5.       | 26.      | 13,55       | 6.          | 18.         | kiesett  | kiesett  | kiesett  | kiesett | kiesett  |
| I Bongdzsu     | Maraton         |          |          |          |             |             |             |          |          |          | 2:17:56 | 28.      |
| Kim Ijong      | Maraton         |          |          |          |             |             |             |          |          |          | 2:23:57 | 50.      |
| I Mjongszung   | Maraton         |          |          |          |             |             |             |          |          |          | 2:14:37 | 18.      |
| Pak Cshilszong | 20 km gyaloglás |          |          |          |             |             |             |          |          |          | 1:25:07 | 33.      |
| Kim Hjonszop   | 20 km gyaloglás |          |          |          |             |             |             |          |          |          | 1:22:57 | 23.      |
| Kim Dongjong   | 50 km gyaloglás |          |          |          |             |             |             |          |          |          | 4:02:32 | 31.      |

| Versenyző    | Versenyszám   | Selejtező             | Selejtező             | Döntő    | Döntő    |
| Versenyző    | Versenyszám   | Eredmény              | Helyezés              | Eredmény | Helyezés |
| ------------ | ------------- | --------------------- | --------------------- | -------- | -------- |
| Kim Juszok   | Rúdugrás      | érvényes ugrás nélkül | érvényes ugrás nélkül | kiesett  | kiesett  |
| Kim Dokhjon  | Hármasugrás   | 16,88 m               | 18.                   | kiesett  | kiesett  |
| Pak Csemjong | Gerelyhajítás | 76,63 m               | 17.                   | kiesett  | kiesett  |

Női
| Versenyző    | Versenyszám     | Eredmény | Helyezés |
| ------------ | --------------- | -------- | -------- |
| Cshe Unhi    | Maraton         | 2:38:52  | 53.      |
| I Undzsong   | Maraton         | 2:33:07  | 25.      |
| I Szonjong   | Maraton         | 2:43:23  | 56.      |
| Kim Midzsong | 20 km gyaloglás | 1:33:55  | 28.      |

| Versenyző    | Versenyszám   | Selejtező | Selejtező | Döntő    | Döntő    |
| Versenyző    | Versenyszám   | Eredmény  | Helyezés  | Eredmény | Helyezés |
| ------------ | ------------- | --------- | --------- | -------- | -------- |
| Csong Szunok | Távolugrás    | 633 cm    | 28.       | kiesett  | kiesett  |
| I Mijong     | Súlylökés     | 15,10 m   | 33.       | kiesett  | kiesett  |
| Kim Gjonge   | Gerelyhajítás | 53,13 m   | 46.       | kiesett  | kiesett  |

## Baseball
| #          | Poz. | Név              | Születési idő                   | Klub           |
| ---------- | ---- | ---------------- | ------------------------------- | -------------- |
| 11         | P    | O Szunghvan      | 1982. július 15. (26 évesen)    | Samsung Lions  |
| 22         | P    | Han Gidzsu       | 1987. április 29. (21 évesen)   | Kia Tigers     |
| 28         | P    | Jun Szokmin      | 1986. július 24. (22 évesen)    | Kia Tigers     |
| 91         | P    | Szong Szungdzsun | 1980. június 29. (28 évesen)    | Lotte Giants   |
| 21         | P    | Pong Dzsunggun   | 1980. július 15. (28 évesen)    | LG Twins       |
| 17         | P    | Kim Gvanghjon    | 1988. július 22. (20 évesen)    | SK Wyverns     |
| 13         | P    | Csang Vonszam    | 1983. június 9. (25 évesen)     | Woori Heroes   |
| 47         | P    | Kvon Hjok        | 1983. november 6. (24 évesen)   | Samsung Lions  |
| 99         | P    | Lju Hjondzsin    | 1987. március 25. (21 évesen)   | Hanwha Eagles  |
| 21         | P    | Csong Dehjon     | 1978. november 10. (29 évesen)  | SK Wyverns     |
| 20         | C    | Csin Gapjong     | 1974. május 8. (34 évesen)      | Samsung Lions  |
| 37         | C    | Kang Minho       | 1985. augusztus 18. (22 évesen) | Lotte Giants   |
| 10         | IF   | I Deho           | 1982. június 21. (26 évesen)    | Lotte Giants   |
| 25         | IF   | I Szungjop       | 1976. augusztus 18. (31 évesen) | Yomiuri Giants |
| 3          | IF   | Ko Jongmin       | 1984. február 8. (24 évesen)    | Doosan Bears   |
| 8          | IF   | Csong Gunu       | 1982. október 2. (25 évesen)    | SK Wyverns     |
| 18         | IF   | Kim Dongdzsu     | 1976. február 3. (32 évesen)    | Doosan Bears   |
| 7          | IF   | Pak Csinman      | 1976. november 30. (31 évesen)  | Samsung Lions  |
| 14         | IF   | Kim Mindzse      | 1973. január 3. (35 évesen)     | Hanwha Eagles  |
| 35         | OF   | I Dzsinjong      | 1980. június 15. (28 évesen)    | SK Wyverns     |
| 15         | OF   | I Jonggju        | 1985. augusztus 26. (22 évesen) | Kia Tigers     |
| 29         | OF   | I Thekkun        | 1980. július 10. (28 évesen)    | Woori Heroes   |
| 50         | OF   | Kim Hjonszu      | 1988. január 12. (20 évesen)    | Doosan Bears   |
| 39         | OF   | I Dzsonguk       | 1980. június 18. (28 évesen)    | Doosan Bears   |
| Vezetőedző |      |                  |                                 |                |
| 74         |      | Kim Gjongmun     | 1958. november 1. (49 évesen)   |                |

- Kor: 2008. augusztus 13-i kora

### Eredmények
Csoportkör
| Csapat           | M | Gy | V | P+ | P– | Pk  |
| ---------------- | - | -- | - | -- | -- | --- |
| Dél-Korea        | 7 | 7  | 0 | 41 | 22 | +19 |
| Kuba             | 7 | 6  | 1 | 52 | 23 | +29 |
| Egyesült Államok | 7 | 5  | 2 | 40 | 22 | +18 |
| Japán            | 7 | 4  | 3 | 30 | 14 | +16 |
| Tajvan           | 7 | 2  | 5 | 29 | 33 | –4  |
| Kanada           | 7 | 2  | 5 | 29 | 20 | +9  |
| Hollandia        | 7 | 1  | 6 | 9  | 50 | –41 |
| Kína             | 7 | 1  | 6 | 14 | 60 | –46 |

| 2008. augusztus 13. 18:00 |  | Dél-Korea (KOR) | 8–7 | Egyesült Államok |  |  |
| 2008. augusztus 13. 18:00 |  |                 |     |                  |  |  |

| 2008. augusztus 15. 18:00 |  | Kanada (CAN) | 0–1 | Dél-Korea |  |  |
| 2008. augusztus 15. 18:00 |  |              |     |           |  |  |

| 2008. augusztus 16. 19:00 |  | Japán (JPN) | 3–5 | Dél-Korea |  |  |
| 2008. augusztus 16. 19:00 |  |             |     |           |  |  |

| 2008. augusztus 17. 18:00 |  | Dél-Korea (KOR) | 1–0 | Kína |  |  |
| 2008. augusztus 17. 18:00 |  |                 |     |      |  |  |

| 2008. augusztus 18. 11:30 |  | Tajvan (TPE) | 8–9 | Dél-Korea |  |  |
| 2008. augusztus 18. 11:30 |  |              |     |           |  |  |

| 2008. augusztus 19. 11:30 |  | Dél-Korea (KOR) | 7–4 | Kuba |  |  |
| 2008. augusztus 19. 11:30 |  |                 |     |      |  |  |

| 2008. augusztus 20. 11:30 |  | Hollandia (NED) | 0–10 | Dél-Korea |  |  |
| 2008. augusztus 20. 11:30 |  |                 |      |           |  |  |

Elődöntő
| 2008. augusztus 22. 10:30 |  | Dél-Korea (KOR) | 6–2 | Japán |  |  |
| 2008. augusztus 22. 10:30 |  |                 |     |       |  |  |

Döntő
| 2008. augusztus 23. 18:00 |  | Dél-Korea (KOR) | 3–2 | Kuba |  |  |
| 2008. augusztus 23. 18:00 |  |                 |     |      |  |  |

| Csapat    | Helyezés |
| --------- | -------- |
| Dél-Korea |          |

## Birkózás

### Férfi
Kötöttfogású
| Versenyző      | Versenyszám | Selejtező                            | Nyolcaddöntő                    | Negyeddöntő                                | Elődöntő                             | Vigaszág első kör | Vigaszág elődöntő               | Bronz- mérkőzés                | Döntő             | Helyezés |
| Versenyző      | Versenyszám | Ellenfél Eredmény                    | Ellenfél Eredmény               | Ellenfél Eredmény                          | Ellenfél Eredmény                    | Ellenfél Eredmény | Ellenfél Eredmény               | Ellenfél Eredmény              | Ellenfél Eredmény | Helyezés |
| -------------- | ----------- | ------------------------------------ | ------------------------------- | ------------------------------------------ | ------------------------------------ | ----------------- | ------------------------------- | ------------------------------ | ----------------- | -------- |
| Pak Uncshol    | 55 kg       |                                      | Anders Nyblom (DEN) · 3-1, 5-0  | Spenser Mango (USA) · 3-2, 6-1             | Nazir Mankijev (RUS) · 1-1, 0-6, 1-2 |                   |                                 | Hamid Szórján (IRI) · 1-1, 2-2 |                   |          |
| Csong Dzsihjon | 60 kg       |                                      | Jurij Dubinyin (BLR) · 3-0, 6-0 | Nurbakit Tengizbajev (KAZ) · 2-1, 2-3, 0-2 | kiesett                              |                   |                                 |                                |                   | 9.       |
| Kim Mincshol   | 66 kg       | Ali Mohammadi (IRI) · 1-1, 1-1       | kiesett                         | kiesett                                    | kiesett                              |                   |                                 |                                |                   | 15.      |
| Kim Dzsongszop | 84 kg       | Ara Abrahamian (SWE) · 3-1, 1-1, 1-1 | kiesett                         | kiesett                                    | kiesett                              |                   |                                 |                                |                   | 13.      |
| Han Thejong    | 96 kg       |                                      | Mirko Englich (GER) · 1-2, 2-2  |                                            |                                      |                   | Elis Guri (ALB) · 1-1, 1-1, 3-1 | Adam Wheeler (USA) · 1-3, 1-4  |                   | 5.       |

Szabadfogású
| Versenyző     | Versenyszám | Selejtező                             | Nyolcaddöntő                            | Negyeddöntő                          | Elődöntő          | Vigaszág első kör                  | Vigaszág elődöntő             | Bronz- mérkőzés   | Döntő             | Helyezés |
| Versenyző     | Versenyszám | Ellenfél Eredmény                     | Ellenfél Eredmény                       | Ellenfél Eredmény                    | Ellenfél Eredmény | Ellenfél Eredmény                  | Ellenfél Eredmény             | Ellenfél Eredmény | Ellenfél Eredmény | Helyezés |
| ------------- | ----------- | ------------------------------------- | --------------------------------------- | ------------------------------------ | ----------------- | ---------------------------------- | ----------------------------- | ----------------- | ----------------- | -------- |
| Kim Hjoszop   | 55 kg       |                                       | Francisco Sánchez (ESP) · 3-1, 3-1      | Namiq Sevdiyev (AZE) · 2-1, 0-1, 0-2 | kiesett           |                                    |                               |                   |                   | 9.       |
| Kim Dzsongde  | 60 kg       |                                       | Murad Ramazanov (MKD) · 0-4, 1-3        | kiesett                              | kiesett           |                                    |                               |                   |                   | 14.      |
| Csong Jongho  | 66 kg       |                                       | Szerafim Barzakov (BUL) · 0-1, 2-1, 0-2 | kiesett                              | kiesett           |                                    |                               |                   |                   | 17.      |
| Cso Pjonggvan | 74 kg       | Buvajszar Szajtyijev (RUS) · 0-1, 2-7 |                                         |                                      |                   | Ahmet Gülhan (TUR) · 1-0, 0-2, 2-1 | Iván Fundora (CUB) · 0-2, 0-4 | kiesett           |                   | 11.      |
| Kim Dzsegang  | 120 kg      |                                       | Marid Mutalimov (KAZ) · 1-1, 0-2        | kiesett                              | kiesett           |                                    |                               |                   |                   | 15.      |

### Női
Szabadfogású
| Versenyző     | Versenyszám | Selejtező         | Nyolcaddöntő                  | Negyeddöntő                  | Elődöntő          | Vigaszág első kör | Vigaszág elődöntő               | Bronz- mérkőzés   | Döntő             | Helyezés |
| Versenyző     | Versenyszám | Ellenfél Eredmény | Ellenfél Eredmény             | Ellenfél Eredmény            | Ellenfél Eredmény | Ellenfél Eredmény | Ellenfél Eredmény               | Ellenfél Eredmény | Ellenfél Eredmény | Helyezés |
| ------------- | ----------- | ----------------- | ----------------------------- | ---------------------------- | ----------------- | ----------------- | ------------------------------- | ----------------- | ----------------- | -------- |
| Kim Hjongdzsu | 48 kg       |                   | Kyla Bremner (AUS) · 6-0, 4-0 | Carol Huynh (CAN) · 0-1, 0-1 |                   |                   | Mariya Stadnik (AZE) · 0-1, 2-3 | kiesett           |                   | 8.       |

## Cselgáncs
Férfi
| Versenyző     | Versenyszám  | Selejtező                     | 32-es főtábla                        | Nyolcaddöntő                              | Negyeddöntő                             | Elődöntő                           | Vigaszág első kör | Vigaszág negyeddöntő           | Vigaszág elődöntő                    | Bronz- mérkőzés   | Döntő                             | Helyezés |
| Versenyző     | Versenyszám  | Ellenfél Eredmény             | Ellenfél Eredmény                    | Ellenfél Eredmény                         | Ellenfél Eredmény                       | Ellenfél Eredmény                  | Ellenfél Eredmény | Ellenfél Eredmény              | Ellenfél Eredmény                    | Ellenfél Eredmény | Ellenfél Eredmény                 | Helyezés |
| ------------- | ------------ | ----------------------------- | ------------------------------------ | ----------------------------------------- | --------------------------------------- | ---------------------------------- | ----------------- | ------------------------------ | ------------------------------------ | ----------------- | --------------------------------- | -------- |
| Cshö Minho    | Légsúly      |                               | Miguel Albarracín (ARG) · 1000-0000  | Maszud Hádzsi Áhóndzáde (IRI) · 1000-0000 | Rishod Sobirov (UZB) · 1001-0000        | Ruben Houkes (NED) · 1000-0000     |                   |                                |                                      |                   | Ludwig Paischer (AUT) · 1000-0000 |          |
| Kim Dzsudzsin | Harmatsúly   |                               | João Derly (BRA) · 0001-0002         | kiesett                                   | kiesett                                 | kiesett                            |                   |                                |                                      |                   |                                   | 21.      |
| Vang Gicshun  | Könnyűsúly   |                               | Rinat Ibragimov (KAZ) · 1011-0000    | Shokir Mo'minov (UZB) · 1100-0000         | Leandro Guilheiro (BRA) · 0100-0000     | Raszul Bokijev (TJK) · 0010-0001   |                   |                                |                                      |                   | Elnur Məmmədli (AZE) · 0000-1000  |          |
| Kim Dzsebom   | Váltósúly    |                               | Szjarhej Sundzikav (BLR) · 0011-0000 | Robert Krawczyk (POL) · 1100-0001         | João Neto (POR) · 0001-0000             | Guillaume Elmont (NED) · 0001-0000 |                   |                                |                                      |                   | Ole Bischof (GER) · 0000-0010     |          |
| Cshö Szonho   | Középsúly    |                               | Hesám Miszbáh (EGY) · 0000-0001      | kiesett                                   | kiesett                                 | kiesett                            |                   |                                |                                      |                   |                                   | 20.      |
| Csang Szongho | Félnehézsúly |                               | Albenis Rosales (VEN) · 1010-0001    | Oreidis Despaigne (CUB) · 0001-0000       | Najdangín Tüvsinbajar (MGL) · 0010-0011 |                                    |                   | Benny Behrla (GER) · 1000-0000 | Levan Zsorzsoliani (GEO) · 0020-0021 | kiesett           |                                   | 7.       |
| Kim Szongbom  | Nehézsúly    | Joel Brutus (HAI) · 1001-0000 | Martin Padar (EST) · 0000-1100       | kiesett                                   | kiesett                                 | kiesett                            |                   |                                |                                      |                   |                                   | 21.      |

Női
| Versenyző     | Versenyszám  | Selejtező                          | Nyolcaddöntő                           | Negyeddöntő                      | Elődöntő                            | Vigaszág első kör            | Vigaszág negyeddöntő               | Vigaszág elődöntő                | Bronz- mérkőzés                     | Döntő             | Helyezés |
| Versenyző     | Versenyszám  | Ellenfél Eredmény                  | Ellenfél Eredmény                      | Ellenfél Eredmény                | Ellenfél Eredmény                   | Ellenfél Eredmény            | Ellenfél Eredmény                  | Ellenfél Eredmény                | Ellenfél Eredmény                   | Ellenfél Eredmény | Helyezés |
| ------------- | ------------ | ---------------------------------- | -------------------------------------- | -------------------------------- | ----------------------------------- | ---------------------------- | ---------------------------------- | -------------------------------- | ----------------------------------- | ----------------- | -------- |
| Kim Jongran   | Légsúly      |                                    | Ljudmila Lusznyikova (UKR) · 0100-0000 | Alina Dumitru (ROU) · 0000-1000  |                                     |                              | Csernoviczki Éva (HUN) · 0000-0001 | kiesett                          | kiesett                             |                   | 9.       |
| Kim Gjongok   | Harmatsúly   |                                    | María García (DOM) · 1003-0000         | Szorája Haddád (ALG) · 0001-0210 |                                     |                              | Marie Muller (LUX) · 0010-0001     | Ana Carrascosa (ESP) · 1010-0001 | Nakamura Miszato (JPN) · 0000-0200  |                   | 5.       |
| Kang Szinjong | Könnyűsúly   | Ketleyn Quadros (BRA) · 0002-0011  | kiesett                                | kiesett                          | kiesett                             |                              |                                    |                                  |                                     |                   | 19.      |
| Kong Dzsajong | Váltósúly    | Danielli Barbosa (BRA) · 1000-0100 | Hszü Jü-hua (CHN) · 0100-0012          | Tanimoto Ajumi (JPN) · 0001-1000 |                                     |                              | Isis Barreto (VEN) · 0100-1001     | kiesett                          | kiesett                             |                   | 9.       |
| Pak Kajon     | Középsúly    | Ueno Maszae (JPN) · 0000-1010      |                                        |                                  |                                     | Vang Csüan (CHN) · 0000-0010 | kiesett                            | kiesett                          | kiesett                             |                   | 15.      |
| Csong Gjongmi | Félnehézsúly |                                    | Michelle Rogers (GBR) · 0001-0000      | Heide Wollert (GER) · 1002-0000  | Yalennis Castillo (CUB) · 0000-0001 |                              |                                    |                                  | Edinanci da Silva (BRA) · 1010-0000 |                   |          |
| Kim Najong    | Nehézsúly    |                                    | Nihel Sejh Rúhu (TUN) · 0011-0001      | Tung Ven (CHN) · 0000-1001       |                                     |                              | Tea Donguzasvili (RUS) · 1000-0000 | Szamáh Ramadán (EGY) · 0200-0000 | Lucija Polavder (SLO) · 0000-0001   |                   | 5.       |

## Evezés
Férfi
| Versenyző                 | Versenyszám              | Előfutam | Előfutam | Vigaszág | Vigaszág | Elődöntő | Elődöntő | Elődöntő | Döntő | Döntő   | Döntő | Helyezés |
| Versenyző                 | Versenyszám              | Idő      | Hely.    | Idő      | Hely.    | Típus    | Idő      | Hely.    | Típus | Idő     | Hely. | Helyezés |
| ------------------------- | ------------------------ | -------- | -------- | -------- | -------- | -------- | -------- | -------- | ----- | ------- | ----- | -------- |
| Csang Gangun Kim Honggjun | Könnyűsúlyú kétpárevezős | 6:42,97  | 5.       | 7:12,17  | 6.       | C/D      | 6:47,13  | 4.       | D     | 6:46,46 | 1.    | 19.      |

Női
| Versenyző             | Versenyszám              | Előfutam | Előfutam | Vigaszág/ Egypárevezősnél középdöntő | Vigaszág/ Egypárevezősnél középdöntő | Elődöntő | Elődöntő | Elődöntő | Döntő | Döntő   | Döntő | Helyezés |
| Versenyző             | Versenyszám              | Idő      | Hely.    | Idő                                  | Hely.                                | Típus    | Idő      | Hely.    | Típus | Idő     | Hely. | Helyezés |
| --------------------- | ------------------------ | -------- | -------- | ------------------------------------ | ------------------------------------ | -------- | -------- | -------- | ----- | ------- | ----- | -------- |
| Szin Jongun           | Egypárevezős             | 8:17,40  | 3.       | 7:58,71                              | 6.                                   | C/D      | 8:23,62  | 5.       | D     | 7:48,31 | 2.    | 20.      |
| Ko Jongun Csi Judzsin | Könnyűsúlyú kétpárevezős | 7:39,70  | 5.       | 8:03,51                              | 6.                                   |          |          |          | C     | 7:39,46 | 5.    | 17.      |

## Gyeplabda

### Férfi
| #               | Név                |         |         |         |         |         |         |         |
| Kapusok         | Kapusok            | Kapusok | Kapusok | Kapusok | Kapusok | Kapusok | Kapusok | Kapusok |
| --------------- | ------------------ | ------- | ------- | ------- | ------- | ------- | ------- | ------- |
| 1               | Ko Dongszik        |         |         |         |         |         |         |         |
| 16              | I Mjongho          |         |         |         |         |         |         |         |
| Mezőnyjátékosok |                    |         |         |         |         |         |         |         |
| 2               | Kim Bjonghun       |         |         |         |         |         |         |         |
| 3               | Kim Cshol          |         |         |         |         |         |         |         |
| 5               | Kim Jongbe         |         |         |         |         |         |         |         |
| 6               | I Namjong          |         |         |         |         |         |         |         |
| 7               | Szo Dzsongho (CSK) |         |         |         |         |         |         |         |
| 8               | Kang Szongdzsong   |         |         |         |         |         |         |         |
| 9               | Jun Szonghun       |         |         |         |         |         |         |         |
| 10              | Ju Hjoszik         |         |         |         |         |         |         |         |
| 11              | Jo Ungon           |         |         |         |         |         |         |         |
| 15              | Csha Dzsongbok     |         |         |         |         |         |         |         |
| 17              | Hong Unszong       |         |         |         |         |         |         |         |
| 19              | Kang Mungvon       |         |         |         |         |         |         |         |
| 22              | Kim Szamszok       |         |         |         |         |         |         |         |
| 25              | Csang Dzsonghjon   |         |         |         |         |         |         |         |
| Tartalékok      |                    |         |         |         |         |         |         |         |
| 12              | I Dzsevon          |         |         |         |         |         |         |         |
| 14              | Hjon Hjeszong      |         |         |         |         |         |         |         |
| Vezetőedző      |                    |         |         |         |         |         |         |         |
|                 | Cso Mjongdzsun     |         |         |         |         |         |         |         |

#### Eredmények
Csoportkör
A csoport
| Csapat              | M | Gy | D | V | G+ | G– | Gk | P  |
| ------------------- | - | -- | - | - | -- | -- | -- | -- |
| Spanyolország (ESP) | 5 | 4  | 0 | 1 | 9  | 5  | +4 | 12 |
| Németország (GER)   | 5 | 3  | 2 | 0 | 12 | 6  | +6 | 11 |
| Dél-Korea (KOR)     | 5 | 2  | 1 | 2 | 13 | 11 | +2 | 7  |
| Új-Zéland (NZL)     | 5 | 2  | 1 | 2 | 10 | 9  | +1 | 7  |
| Belgium (BEL)       | 5 | 1  | 1 | 3 | 9  | 13 | –4 | 4  |
| Kína (CHN)          | 5 | 0  | 1 | 4 | 7  | 16 | –9 | 1  |

| 2008. augusztus 11. 18:00 | Dél-Korea (KOR)            | 1–3               | Új-Zéland (NZL)       | Játékvezetők: David Gentles (AUS), Andy Mair (GBR) |
| 2008. augusztus 11. 18:00 | I Namjong 12'              | (1–0) Jegyzőkönyv | H. Shaw 43', 57', 64' | Játékvezetők: David Gentles (AUS), Andy Mair (GBR) |
| 2008. augusztus 11. 18:00 | Kim Cshol 56' Jo Ungon 61' | Büntetések        | H. Shaw 24'           | Játékvezetők: David Gentles (AUS), Andy Mair (GBR) |

| 2008. augusztus 13. 10:30 | Kína (CHN)                                    | 2–5               | Dél-Korea (KOR)                                                           | Játékvezetők: Amarjit Singh (MAS), Henrik Ehlers (DEN) |
| 2008. augusztus 13. 10:30 | Na Jü-po 6' · Szung Ji 8'                     | (2–2) Jegyzőkönyv | Szo Dzsongho 13' · Csang Dzsonghjon 35+', 55', 57' · Kang Szongdzsong 67' | Játékvezetők: Amarjit Singh (MAS), Henrik Ehlers (DEN) |
| 2008. augusztus 13. 10:30 | Hu Liang 12' 45' Jü Jang 18' Lo Fang-ming 24' | Büntetések        | I Namjong 12' Csha Dzsongbok 22' Ju Hjoszik 30'                           | Játékvezetők: Amarjit Singh (MAS), Henrik Ehlers (DEN) |

| 2008. augusztus 15. 20:30 | Dél-Korea (KOR)                                                      | 3–3               | Németország (GER)                        | Játékvezetők: John Wright (RSA), Satinder Kumar (IND) |
| 2008. augusztus 15. 20:30 | Jo Ungon 5' · Csang Dzsonghjon 46' · Szo Dzsongho 52'                | (1–1) Jegyzőkönyv | Witte 17' · Witthaus 40' · C. Zeller 47' | Játékvezetők: John Wright (RSA), Satinder Kumar (IND) |
| 2008. augusztus 15. 20:30 | Csha Dzsongbok 9' Ju Hjoszik 34' Kim Jongbe 50' Csang Dzsonghjon 70' | Büntetések        | Hauke 18' Keller 35' 70' Weißenborn 49'  | Játékvezetők: John Wright (RSA), Satinder Kumar (IND) |

| 2008. augusztus 17. 10:30 | Dél-Korea (KOR)                                | 3–1               | Belgium (BEL)              | Játékvezetők: Rob ten Cate (NED), Satinder Kumar (IND) |
| 2008. augusztus 17. 10:30 | Ju Hjoszik 46', 51' · Csang Dzsonghjon 50'     | (0–1) Jegyzőkönyv | Dekeyser 20'               | Játékvezetők: Rob ten Cate (NED), Satinder Kumar (IND) |
| 2008. augusztus 17. 10:30 | Jo Ungon 8' Kang Szongdzsong 45' Kim Cshol 56' | Büntetések        | Dekeyser 11' Reckinger 46' | Játékvezetők: Rob ten Cate (NED), Satinder Kumar (IND) |

| 2008. augusztus 19. 18:30 | Dél-Korea (KOR)      | 1–2               | Spanyolország (ESP) | Játékvezetők: Henrik Ehlers (DEN), John Wright (USA) |
| 2008. augusztus 19. 18:30 | Jun Szonghun 69'     | (0–1) Jegyzőkönyv | Freixa 12', 53'     | Játékvezetők: Henrik Ehlers (DEN), John Wright (USA) |
| 2008. augusztus 19. 18:30 | Kang Szongdzsong 32' | Büntetések        |                     | Játékvezetők: Henrik Ehlers (DEN), John Wright (USA) |

Az 5. helyért
| 2008. augusztus 23. 11:00 | Dél-Korea (KOR)                          | 2–5               | Nagy-Britannia (GBR)                                        | Játékvezetők: Murray Grime (AUS), Roel van Eert (NED) |
| 2008. augusztus 23. 11:00 | Csang Dzsonghjon 48' · Hjon Hjeszong 67' | (0–0) Jegyzőkönyv | Middleton 44' · Jackson 49' · Clarke 54', 63' · Kirkham 70' | Játékvezetők: Murray Grime (AUS), Roel van Eert (NED) |
| 2008. augusztus 23. 11:00 | Csang Dzsonghjon 63'                     | Büntetések        | Tindall 30' Wilson 37'                                      | Játékvezetők: Murray Grime (AUS), Roel van Eert (NED) |

| Csapat          | Helyezés |
| --------------- | -------- |
| Dél-Korea (KOR) | 6.       |

### Női
| #               | Név            |         |         |         |         |         |         |         |
| Kapusok         | Kapusok        | Kapusok | Kapusok | Kapusok | Kapusok | Kapusok | Kapusok | Kapusok |
| --------------- | -------------- | ------- | ------- | ------- | ------- | ------- | ------- | ------- |
| 1               | Mun Jonghi     |         |         |         |         |         |         |         |
| Mezőnyjátékosok |                |         |         |         |         |         |         |         |
| 3               | Cso Hjeszuk    |         |         |         |         |         |         |         |
| 5               | Kim Jongran    |         |         |         |         |         |         |         |
| 7               | I Szonok (CSK) |         |         |         |         |         |         |         |
| 8               | Kim Dzsonghi   |         |         |         |         |         |         |         |
| 9               | Pak Mihjon     |         |         |         |         |         |         |         |
| 10              | Kim Dzsingjong |         |         |         |         |         |         |         |
| 11              | Kim Miszon     |         |         |         |         |         |         |         |
| 12              | Kim Dzsongun   |         |         |         |         |         |         |         |
| 14              | Om Mijong      |         |         |         |         |         |         |         |
| 15              | Kim Szonghi    |         |         |         |         |         |         |         |
| 17              | Szo Hjedzsin   |         |         |         |         |         |         |         |
| 18              | Pak Csongszuk  |         |         |         |         |         |         |         |
| 19              | Kim Unszil     |         |         |         |         |         |         |         |
| 22              | Kim Dare       |         |         |         |         |         |         |         |
| 23              | Han Hjeljong   |         |         |         |         |         |         |         |
| Tartalékok      |                |         |         |         |         |         |         |         |
| 2               | Im Szonmi      |         |         |         |         |         |         |         |
| 16              | I Szudzsin (K) |         |         |         |         |         |         |         |
| Vezetőedző      |                |         |         |         |         |         |         |         |
|                 | Han Dzsinszo   |         |         |         |         |         |         |         |

#### Eredmények
Csoportkör
A csoport
| Csapat                        | M | Gy | D | V | G+ | G– | Gk  | P  |
| ----------------------------- | - | -- | - | - | -- | -- | --- | -- |
| Hollandia (NED)               | 5 | 5  | 0 | 0 | 14 | 3  | +11 | 15 |
| Kína (CHN)                    | 5 | 3  | 1 | 1 | 14 | 4  | +10 | 10 |
| Ausztrália (AUS)              | 5 | 3  | 1 | 1 | 17 | 9  | +8  | 10 |
| Spanyolország (ESP)           | 5 | 2  | 0 | 3 | 4  | 12 | –8  | 6  |
| Dél-Korea (KOR)               | 5 | 1  | 0 | 4 | 13 | 18 | –5  | 3  |
| Dél-afrikai Köztársaság (RSA) | 5 | 0  | 0 | 5 | 2  | 18 | –16 | 0  |

| 2008. augusztus 10. 18:00 | Ausztrália (AUS)                                         | 5–4               | Dél-Korea (KOR)                                                  | Játékvezetők: Soledad Iparruguirre (ARG), Stella Bartlema (NED) |
| 2008. augusztus 10. 18:00 | Liddelow 25', 50' · Hudson 47' · Young 56' · Eastham 65' | (1–4) Jegyzőkönyv | Kim Miszon 18' · Kim Dare 27' · Kim Szonghi 32' · Pak Mihjon 34' | Játékvezetők: Soledad Iparruguirre (ARG), Stella Bartlema (NED) |
| 2008. augusztus 10. 18:00 |                                                          | Büntetések        | I Szonok 60'                                                     | Játékvezetők: Soledad Iparruguirre (ARG), Stella Bartlema (NED) |

| 2008. augusztus 12. 20:30 | Hollandia (NED)              | 3–2               | Dél-Korea (KOR)  | Játékvezetők: Julie Ashton-Lucy (AUS), Ute Conen (GER) |
| 2008. augusztus 12. 20:30 | Paumen 3', 55' · Schopman 7' | (2–1) Jegyzőkönyv | I Szonok 4', 39' | Játékvezetők: Julie Ashton-Lucy (AUS), Ute Conen (GER) |
| 2008. augusztus 12. 20:30 | Booij 9'                     | Büntetések        | Om Mijong 42'    | Játékvezetők: Julie Ashton-Lucy (AUS), Ute Conen (GER) |

| 2008. augusztus 14. 18:00 | Spanyolország (ESP)      | 2–1               | Dél-Korea (KOR)                               | Játékvezetők: Anne McRae (GBR), Sarah Garnett (NZL) |
| 2008. augusztus 14. 18:00 | Camón 8' · Sánchez 22'   | (2–0) Jegyzőkönyv | Kim Dzsongun 37'                              | Játékvezetők: Anne McRae (GBR), Sarah Garnett (NZL) |
| 2008. augusztus 14. 18:00 | Bonastre 19' Huertas 24' | Büntetések        | Pak Mihjon 29' Pak Csongszuk 43' I Szonok 70' | Játékvezetők: Anne McRae (GBR), Sarah Garnett (NZL) |

| 2008. augusztus 16. 18:30 | Dél-Korea (KOR)  | 1–6               | Kína (CHN)                                                | Játékvezetők: Julie Ashton-Lucy (AUS), Carolina de la Fuente (ARG) |
| 2008. augusztus 16. 18:30 | I Szonok 53'     | (0–2) Jegyzőkönyv | Tang Csun-ling 30', 33', 41' · Fu Pao-zsung 39', 40', 64' | Játékvezetők: Julie Ashton-Lucy (AUS), Carolina de la Fuente (ARG) |
| 2008. augusztus 16. 18:30 | Kim Dzsongun 28' | Büntetések        | Zsen Je 17' Tang Csun-ling 25'                            | Játékvezetők: Julie Ashton-Lucy (AUS), Carolina de la Fuente (ARG) |

| 2008. augusztus 18. 10:30 | Dél-Korea (KOR)                                                      | 5–2               | Dél-afrikai Köztársaság (RSA) | Játékvezetők: Stella Bartlema (NED), Carol Metchette (IRL) |
| 2008. augusztus 18. 10:30 | Kim Szonghi 6' · I Szonok 23', 29' · Pak Mihjon 32' · Kim Unszil 58' | (4–0) Jegyzőkönyv | Hector 51' · Vida Ryan 66'    | Játékvezetők: Stella Bartlema (NED), Carol Metchette (IRL) |
| 2008. augusztus 18. 10:30 | Mun Jonghi 8'                                                        | Büntetések        | Hector 15'                    | Játékvezetők: Stella Bartlema (NED), Carol Metchette (IRL) |

A 9. helyért
| 2008. augusztus 20. 08:30 | Dél-Korea (KOR)                 | 2–1               | Japán (JPN)  | Játékvezetők: Gina Spitaleri (ITA), Lisa Roach (AUS) |
| 2008. augusztus 20. 08:30 | Pak Csongszuk 12', 49'          | (1–0) Jegyzőkönyv | Komazava 43' | Játékvezetők: Gina Spitaleri (ITA), Lisa Roach (AUS) |
| 2008. augusztus 20. 08:30 | I Szonok 27' Kim Dzsingjong 67' | Büntetések        |              | Játékvezetők: Gina Spitaleri (ITA), Lisa Roach (AUS) |

| Csapat          | Helyezés |
| --------------- | -------- |
| Dél-Korea (KOR) | 9.       |

## Íjászat
Férfi
| Versenyző                            | Versenyszám | Selejtező | Selejtező | 64-es főtábla                    | 32-es főtábla                            | Nyolcaddöntő                                     | Negyeddöntő                                                                        | Elődöntő                                                                | Döntő                                                                             | Helyezés |
| Versenyző                            | Versenyszám | Pont      | Kiemelt   | Ellenfél Eredmény                | Ellenfél Eredmény                        | Ellenfél Eredmény                                | Ellenfél Eredmény                                                                  | Ellenfél Eredmény                                                       | Ellenfél Eredmény                                                                 | Helyezés |
| ------------------------------------ | ----------- | --------- | --------- | -------------------------------- | ---------------------------------------- | ------------------------------------------------ | ---------------------------------------------------------------------------------- | ----------------------------------------------------------------------- | --------------------------------------------------------------------------------- | -------- |
| I Cshanghvan                         | Egyéni      | 669       | 10.       | Csiang Lin (CHN) (55.) · 112-108 | Yusuf Göktuğ Ergin (TUR) (23.) · 117-109 | Cheng Chu Sian (MAS) (26.) · 105 (+18)-105 (+19) | kiesett                                                                            | kiesett                                                                 | kiesett                                                                           | 14.*     |
| Im Donghjon                          | Egyéni      | 670       | 8.        | Ali Szálem (QAT) (57.) · 108-103 | Butch Johnson (USA) (40.) · 115-106      | Vic Wunderle (USA) (41.) · 111-113               | kiesett                                                                            | kiesett                                                                 | kiesett                                                                           | 9.       |
| Pak Kjongmo                          | Egyéni      | 676       | 4.        | Luiz Silva (BRA) (61.) · 116-99  | Kuo Cheng-Wei (TPE) (29.) · 111-110      | Rafał Dobrowolski (POL) (13.) · 113-105          | Juan Carlos Stevens (CUB) (28.) · 108 (+19)-108 (+17)                              | Juan René Serrano (MEX) (1.) · 115-112                                  | Viktor Ruban (UKR) (3.) · 112-113                                                 |          |
| Im Donghjon I Cshanghvan Pak Kjongmo | Csapat      | 2015      | 1.        |                                  |                                          |                                                  | Lengyelország (POL) · Rafał Dobrowolski · Piotr Piątek · Jacek Proć (8.) · 224-222 | Kína (CHN) · Csiang Lin · Li Ven-csüan · Hszüe Haj-feng (12.) · 221-218 | Olaszország (ITA) · Ilario Di Buò · Marco Galiazzo · Mauro Nespoli (6.) · 227-225 |          |

Női
| Versenyző                             | Versenyszám | Selejtező | Selejtező | 64-es főtábla                              | 32-es főtábla                            | Nyolcaddöntő                          | Negyeddöntő                                                                       | Elődöntő                                                                                 | Döntő                                                               | Helyezés |
| Versenyző                             | Versenyszám | Pont      | Kiemelt   | Ellenfél Eredmény                          | Ellenfél Eredmény                        | Ellenfél Eredmény                     | Ellenfél Eredmény                                                                 | Ellenfél Eredmény                                                                        | Ellenfél Eredmény                                                   | Helyezés |
| ------------------------------------- | ----------- | --------- | --------- | ------------------------------------------ | ---------------------------------------- | ------------------------------------- | --------------------------------------------------------------------------------- | ---------------------------------------------------------------------------------------- | ------------------------------------------------------------------- | -------- |
| Csu Hjondzsong                        | Egyéni      | 664       | 3.        | Sigrid Romero (COL) (62.) · 108-98         | Natalia Valeeva (ITA) (30.) · 110-108    | Bérangère Schuh (FRA) (14.) · 109-104 | Csang Csüan-csüan (CHN) (27.) · 101-106                                           | kiesett                                                                                  | kiesett                                                             | 7.       |
| Jun Okhi                              | Egyéni      | 667       | 2.        | Albina Kamaletdinova (TJK) (63.) · 109-102 | Marie-Pier Beaudet (CAN) (34.) · 114-107 | Csen Ling (CHN) (15.) · 113-103       | Khatuna Lorig (USA) (26.) · 111-105                                               | Csang Csüan-csüan (CHN) (27.) · 109-115                                                  | Bronzmérkőzés · Kvon Unszil (PRK) (5.) · 109-106                    |          |
| Pak Szonghjon                         | Egyéni      | 673       | 1.        | Hadízsa Abbúda (MAR) (64.) · 112-80        | Anja Hitzler (GER) (33.) · 112-107       | Elpída Romandzí (GRE) (49.) · 115-103 | Hajakava Nami (JPN) (9.) · 112-103                                                | Kvon Unszil (PRK) (5.) · 109-106                                                         | Csang Csüan-csüan (CHN) (27.) · 109-110                             |          |
| Csu Hjondzsong Pak Szonghjon Jun Okhi | Csapat      | 2004      | 1.        |                                            |                                          |                                       | Olaszország (ITA) · Pia Lionetti · Elena Tonetta · Natalia Valeeva (9.) · 231-217 | Franciaország (FRA) · Virginie Arnold · Sophie Dodemont · Bérangère Schuh (5.) · 213-184 | Kína (CHN) · Csen Ling · Kuo Tan · Csang Csüan-csüan (3.) · 224-215 |          |

* - egy másik versenyzővel azonos eredményt ért el

## Kajak-kenu

### Síkvízi
Női
| Versenyző  | Versenyszám       | Előfutam | Előfutam | Előfutam | Elődöntő | Elődöntő | Elődöntő | Döntő   | Döntő    |
| Versenyző  | Versenyszám       | Idő      | Hely.    | Össz.    | Idő      | Hely.    | Össz.    | Idő     | Helyezés |
| ---------- | ----------------- | -------- | -------- | -------- | -------- | -------- | -------- | ------- | -------- |
| I Szundzsa | Kajak egyes 500 m | 1:58,140 | 8.       | 23.      | kiesett  | kiesett  | kiesett  | kiesett | kiesett  |

## Kerékpározás

### Országúti kerékpározás
Férfi
| Versenyző    | Versenyszám   | Idő              | Helyezés |
| ------------ | ------------- | ---------------- | -------- |
| Pak Szongbek | Mezőnyverseny | 7:03:04 (+39:15) | 87.      |

Női
| Versenyző     | Versenyszám   | Idő              | Helyezés      |
| ------------- | ------------- | ---------------- | ------------- |
| Szon Hidzsong | Mezőnyverseny | nem ért célba    | nem ért célba |
| Ku Szongun    | Mezőnyverseny | 3:45:59 (+13:35) | 58.           |

### Pálya-kerékpározás
Pontversenyek
| Versenyző | Versenyszám     | Pont | Helyezés |
| --------- | --------------- | ---- | -------- |
| I Minhje  | Női pontverseny | -40  | 19.      |

## Kézilabda

### Férfi

#### Eredmények
Csoportkör
B csoport
| Csapat            | M | Gy | D | V | G+  | G–  | Gk | P |
| ----------------- | - | -- | - | - | --- | --- | -- | - |
| Dél-Korea (KOR)   | 5 | 3  | 0 | 2 | 122 | 129 | –7 | 6 |
| Dánia (DEN)       | 5 | 2  | 2 | 1 | 137 | 131 | +6 | 6 |
| Izland (ISL)      | 5 | 2  | 2 | 1 | 151 | 146 | +5 | 6 |
| Oroszország (RUS) | 5 | 2  | 1 | 2 | 136 | 131 | +5 | 5 |
| Németország (GER) | 5 | 2  | 1 | 2 | 126 | 130 | –4 | 5 |
| Egyiptom (EGY)    | 5 | 0  | 2 | 3 | 127 | 132 | –5 | 2 |

| 2008. augusztus 10. 15:45 | Németország (GER) | 27–23       | Dél-Korea (KOR) | Olimpiai Sport Centrum, Peking Játékvezetők: Canbro, Claesson (SWE) |
| 2008. augusztus 10. 15:45 | Kraus 7           | (10–13)     | Cso Cshihjo 7   | Olimpiai Sport Centrum, Peking Játékvezetők: Canbro, Claesson (SWE) |
| 2008. augusztus 10. 15:45 | 3× 3×             | Jegyzőkönyv | 3× 3×           | Olimpiai Sport Centrum, Peking Játékvezetők: Canbro, Claesson (SWE) |

| 2008. augusztus 12. 19:00 | Dél-Korea (KOR) | 31–30       | Dánia (DEN) | Olimpiai Sport Centrum, Peking Játékvezetők: Licis, Stolarovs (LAT) |
| 2008. augusztus 12. 19:00 | Csong Szujong 9 | (13–14)     | Nøddesbo 11 | Olimpiai Sport Centrum, Peking Játékvezetők: Licis, Stolarovs (LAT) |
| 2008. augusztus 12. 19:00 | 1× 2×           | Jegyzőkönyv | 2× 3×       | Olimpiai Sport Centrum, Peking Játékvezetők: Licis, Stolarovs (LAT) |

| 2008. augusztus 14. 14:00 | Dél-Korea (KOR) | 22–21       | Izland (ISL)           | Olimpiai Sport Centrum, Peking Játékvezetők: Baum, Goralczyk (POL) |
| 2008. augusztus 14. 14:00 | Jun Gjongszin 6 | (10–9)      | Geirsson, Sigurðsson 5 | Olimpiai Sport Centrum, Peking Játékvezetők: Baum, Goralczyk (POL) |
| 2008. augusztus 14. 14:00 | 1× 3×           | Jegyzőkönyv | 3× 4×                  | Olimpiai Sport Centrum, Peking Játékvezetők: Baum, Goralczyk (POL) |

| 2008. augusztus 16. 10:45 | Egyiptom (EGY)   | 22–24       | Dél-Korea (KOR) | Olimpiai Sport Centrum, Peking Játékvezetők: Breto, Huelin (ESP) |
| 2008. augusztus 16. 10:45 | Abd esz-Szalám 8 | (11–8)      | Pek Voncshol 7  | Olimpiai Sport Centrum, Peking Játékvezetők: Breto, Huelin (ESP) |
| 2008. augusztus 16. 10:45 | 6× 3× 1×         | Jegyzőkönyv | 3× 3×           | Olimpiai Sport Centrum, Peking Játékvezetők: Breto, Huelin (ESP) |

| 2008. augusztus 18. 14:00 | Oroszország (RUS) | 29–22       | Dél-Korea (KOR) | Olimpiai Sport Centrum, Peking Játékvezetők: Bord, Buy (FRA) |
| 2008. augusztus 18. 14:00 | Rasztvorcev 6     | (17–12)     | Jun Gjongszin 7 | Olimpiai Sport Centrum, Peking Játékvezetők: Bord, Buy (FRA) |
| 2008. augusztus 18. 14:00 | 4× 3×             | Jegyzőkönyv | 1× 1×           | Olimpiai Sport Centrum, Peking Játékvezetők: Bord, Buy (FRA) |

Negyeddöntő
| 2008. augusztus 20. 20:15 | Dél-Korea (KOR) | 24–29       | Spanyolország (ESP) | Olimpiai Sport Centrum, Peking Játékvezetők: Gjeding, Hansen (DEN) |
| 2008. augusztus 20. 20:15 | Csong Ikjong 7  | (13–14)     | Rocas 8             | Olimpiai Sport Centrum, Peking Játékvezetők: Gjeding, Hansen (DEN) |
| 2008. augusztus 20. 20:15 | 3× 3×           | Jegyzőkönyv | 5× 2×               | Olimpiai Sport Centrum, Peking Játékvezetők: Gjeding, Hansen (DEN) |

Az 5–8. helyért
| 2008. augusztus 22. 14:15 | Lengyelország (POL) | 29–26       | Dél-Korea (KOR) | Olimpiai Sport Centrum, Peking Játékvezetők: Canbro, Claesson (SWE) |
| 2008. augusztus 22. 14:15 | Jurasik 7           | (15–14)     | Jun Gjongszin 6 | Olimpiai Sport Centrum, Peking Játékvezetők: Canbro, Claesson (SWE) |
| 2008. augusztus 22. 14:15 | 3× 3×               | Jegyzőkönyv | 5× 3×           | Olimpiai Sport Centrum, Peking Játékvezetők: Canbro, Claesson (SWE) |

A 7. helyért
| 2008. augusztus 24. 8:00 | Dánia (DEN) | 37–26       | Dél-Korea (KOR) | Olimpiai Sport Centrum, Peking Játékvezetők: Aires Menezes, Aparecido Pinto (BRA) |
| 2008. augusztus 24. 8:00 | Hansen 8    | (15–13)     | Ko Kjongszu 10  | Olimpiai Sport Centrum, Peking Játékvezetők: Aires Menezes, Aparecido Pinto (BRA) |
| 2008. augusztus 24. 8:00 | 4× 3×       | Jegyzőkönyv | 1× 2×           | Olimpiai Sport Centrum, Peking Játékvezetők: Aires Menezes, Aparecido Pinto (BRA) |

| Csapat          | Helyezés |
| --------------- | -------- |
| Dél-Korea (KOR) | 8.       |

### Női

#### Eredmények
Csoportkör
B csoport
| Csapat             | M | Gy | D | V | G+  | G–  | Gk  | P |
| ------------------ | - | -- | - | - | --- | --- | --- | - |
| Oroszország (RUS)  | 5 | 4  | 1 | 0 | 148 | 125 | +23 | 9 |
| Dél-Korea (KOR)    | 5 | 3  | 1 | 1 | 155 | 127 | +28 | 7 |
| Magyarország (HUN) | 5 | 2  | 1 | 2 | 129 | 142 | –13 | 5 |
| Svédország (SWE)   | 5 | 2  | 0 | 3 | 123 | 137 | –14 | 4 |
| Brazília (BRA)     | 5 | 1  | 1 | 3 | 124 | 137 | –13 | 3 |
| Németország (GER)  | 5 | 1  | 0 | 4 | 123 | 134 | –11 | 2 |

| 2008. augusztus 9. 15:45 | Oroszország (RUS) | 29–29       | Dél-Korea (KOR) | Olimpiai Sport Centrum, Peking Játékvezetők: Gjeding, Hansen (DEN) |
| 2008. augusztus 9. 15:45 | Marennyikova 6    | (16–13)     | Kim Ona 7       | Olimpiai Sport Centrum, Peking Játékvezetők: Gjeding, Hansen (DEN) |
| 2008. augusztus 9. 15:45 | 5× 3×             | Jegyzőkönyv | 2× 2×           | Olimpiai Sport Centrum, Peking Játékvezetők: Gjeding, Hansen (DEN) |

| 2008. augusztus 11. 15:45 | Dél-Korea (KOR) | 30–20       | Németország (GER) | Olimpiai Sport Centrum, Peking Játékvezetők: Krstic, Ljubic (SLO) |
| 2008. augusztus 11. 15:45 | Hong Dzsongho 6 | (12–9)      | Jurack, Loerper 4 | Olimpiai Sport Centrum, Peking Játékvezetők: Krstic, Ljubic (SLO) |
| 2008. augusztus 11. 15:45 | 6× 3×           | Jegyzőkönyv | 3× 3×             | Olimpiai Sport Centrum, Peking Játékvezetők: Krstic, Ljubic (SLO) |

| 2008. augusztus 13. 14:00 | Dél-Korea (KOR)             | 31–23       | Svédország (SWE) | Olimpiai Sport Centrum, Peking Játékvezetők: Baum, Goralczyk (POL) |
| 2008. augusztus 13. 14:00 | An Dzsonghva, Pak Csonghi 7 | (18–13)     | Ahlm, Boson 6    | Olimpiai Sport Centrum, Peking Játékvezetők: Baum, Goralczyk (POL) |
| 2008. augusztus 13. 14:00 | 1× 3× 1×                    | Jegyzőkönyv | 6× 4×            | Olimpiai Sport Centrum, Peking Játékvezetők: Baum, Goralczyk (POL) |

| 2008. augusztus 15. 10:45 | Brazília (BRA) | 33–32       | Dél-Korea (KOR)  | Olimpiai Sport Centrum, Peking Játékvezetők: Licis, Stolarovs (LAT) |
| 2008. augusztus 15. 10:45 | Nascimento 9   | (17–12)     | Hong Dzsongho 10 | Olimpiai Sport Centrum, Peking Játékvezetők: Licis, Stolarovs (LAT) |
| 2008. augusztus 15. 10:45 | 6× 4×          | Jegyzőkönyv | 5× 3× 1×         | Olimpiai Sport Centrum, Peking Játékvezetők: Licis, Stolarovs (LAT) |

| 2008. augusztus 17. 20:45 | Magyarország (HUN) | 22–33       | Dél-Korea (KOR) | Olimpiai Sport Centrum, Peking Játékvezetők: Breto, Huelin (ESP) |
| 2008. augusztus 17. 20:45 | Görbicz 7          | (11–19)     | O Szongok 6     | Olimpiai Sport Centrum, Peking Játékvezetők: Breto, Huelin (ESP) |
| 2008. augusztus 17. 20:45 | 5× 4×              | Jegyzőkönyv | 3× 3×           | Olimpiai Sport Centrum, Peking Játékvezetők: Breto, Huelin (ESP) |

Negyeddöntő
| 2008. augusztus 19. 18:00 | Dél-Korea (KOR) | 23–31       | Kína (CHN)        | Olimpiai Sport Centrum, Peking Játékvezetők: Aires, Aparecido (BRA) |
| 2008. augusztus 19. 18:00 | Pak Csonghi 8   | (12–16)     | Huang Tung-csie 5 | Olimpiai Sport Centrum, Peking Játékvezetők: Aires, Aparecido (BRA) |
| 2008. augusztus 19. 18:00 | 1× 4×           | Jegyzőkönyv | 4× 3×             | Olimpiai Sport Centrum, Peking Játékvezetők: Aires, Aparecido (BRA) |

Elődöntő
| 2008. augusztus 21. 18:00 | Norvégia (NOR)         | 29–28       | Dél-Korea (KOR) | Olimpiai Sport Centrum, Peking Játékvezetők: Breto, Huelin (ESP) |
| 2008. augusztus 21. 18:00 | Hammerseng, Johansen 6 | (14–15)     | Mun Philhi 9    | Olimpiai Sport Centrum, Peking Játékvezetők: Breto, Huelin (ESP) |
| 2008. augusztus 21. 18:00 | 3× 2×                  | Jegyzőkönyv | 2× 3×           | Olimpiai Sport Centrum, Peking Játékvezetők: Breto, Huelin (ESP) |

Bronzmérkőzés
| 2008. augusztus 23. 13:30 | Dél-Korea (KOR) | 33–28       | Magyarország (HUN) | Olimpiai Sport Centrum, Peking Játékvezetők: Csernyega, Polagyenko (RUS) |
| 2008. augusztus 23. 13:30 | Mun Philhi 10   | (13–15)     | Ferling 7          | Olimpiai Sport Centrum, Peking Játékvezetők: Csernyega, Polagyenko (RUS) |
| 2008. augusztus 23. 13:30 | 3× 3×           | Jegyzőkönyv | 7× 3×              | Olimpiai Sport Centrum, Peking Játékvezetők: Csernyega, Polagyenko (RUS) |

| Csapat          | Helyezés |
| --------------- | -------- |
| Dél-Korea (KOR) |          |

## Kosárlabda

### Női

#### Eredmények
Csoportkör
A csoport
| Csapat                 | M | Gy | V | P+  | P–  | Pk   |
| ---------------------- | - | -- | - | --- | --- | ---- |
| Ausztrália (AUS)       | 5 | 5  | 0 | 424 | 319 | +105 |
| Oroszország (RUS)      | 5 | 4  | 1 | 339 | 333 | +6   |
| Fehéroroszország (BLR) | 5 | 2  | 3 | 324 | 332 | –8   |
| Dél-Korea (KOR)        | 5 | 2  | 3 | 327 | 360 | –33  |
| Lettország (LAT)       | 5 | 1  | 4 | 334 | 387 | –53  |
| Brazília (BRA)         | 5 | 1  | 4 | 337 | 354 | –17  |

| 2008. augusztus 9. 16:45 | Brazília (BRA)                                 | 62–68 (h. u.) | Dél-Korea (KOR)          | Vukoszung Sportcsarnok, Peking Nézőszám: 11 083 Játékvezetők: Fabio Facchini (ITA) |
| 2008. augusztus 9. 16:45 | (14–13, 14–13, 15–15, 12–14, 13–7) Jegyzőkönyv |               |                          | Vukoszung Sportcsarnok, Peking Nézőszám: 11 083 Játékvezetők: Fabio Facchini (ITA) |
| 2008. augusztus 9. 16:45 | Santos 13                                      | Pont          | Pjon Jonha, Cshö Juna 19 | Vukoszung Sportcsarnok, Peking Nézőszám: 11 083 Játékvezetők: Fabio Facchini (ITA) |
| 2008. augusztus 9. 16:45 | Nascimento 12                                  | Lepattanó     | Csong Szonmin 8          | Vukoszung Sportcsarnok, Peking Nézőszám: 11 083 Játékvezetők: Fabio Facchini (ITA) |
| 2008. augusztus 9. 16:45 | Jacintho 3                                     | Gólpassz      | Csong Szonmin 5          | Vukoszung Sportcsarnok, Peking Nézőszám: 11 083 Játékvezetők: Fabio Facchini (ITA) |

| 2008. augusztus 11. 14:30 | Dél-Korea (KOR)                          | 72–77     | Oroszország (RUS)        | Vukoszung Sportcsarnok, Peking Nézőszám: 11 083 Játékvezetők: Petr Sudek (SVK) |
| 2008. augusztus 11. 14:30 | (15–24, 20–13, 24–21, 13–19) Jegyzőkönyv |           |                          | Vukoszung Sportcsarnok, Peking Nézőszám: 11 083 Játékvezetők: Petr Sudek (SVK) |
| 2008. augusztus 11. 14:30 | Cshö Juna 13                             | Pont      | Korsztyin, Scsogoleva 13 | Vukoszung Sportcsarnok, Peking Nézőszám: 11 083 Játékvezetők: Petr Sudek (SVK) |
| 2008. augusztus 11. 14:30 | Szin Csongdzsa 3                         | Lepattanó | Oszipova 9               | Vukoszung Sportcsarnok, Peking Nézőszám: 11 083 Játékvezetők: Petr Sudek (SVK) |
| 2008. augusztus 11. 14:30 | Csong Szonmin 6                          | Gólpassz  | Rahmatulina 5            | Vukoszung Sportcsarnok, Peking Nézőszám: 11 083 Játékvezetők: Petr Sudek (SVK) |

| 2008. augusztus 13. 20:00 | Ausztrália (AUS)                         | 62–90     | Dél-Korea (KOR) | Vukoszung Sportcsarnok, Peking Nézőszám: 11 083 Játékvezetők: Romualdas Brazauskas (LTU) |
| 2008. augusztus 13. 20:00 | (23–14, 24–19, 26–17, 17–12) Jegyzőkönyv |           |                 | Vukoszung Sportcsarnok, Peking Nézőszám: 11 083 Játékvezetők: Romualdas Brazauskas (LTU) |
| 2008. augusztus 13. 20:00 | Taylor, Batkovic 18                      | Pont      | Pjon Jonha 20   | Vukoszung Sportcsarnok, Peking Nézőszám: 11 083 Játékvezetők: Romualdas Brazauskas (LTU) |
| 2008. augusztus 13. 20:00 | Batkovic 10                              | Lepattanó | hét játékos 2   | Vukoszung Sportcsarnok, Peking Nézőszám: 11 083 Játékvezetők: Romualdas Brazauskas (LTU) |
| 2008. augusztus 13. 20:00 | Harrower 5                               | Gólpassz  | I Dzsonge 5     | Vukoszung Sportcsarnok, Peking Nézőszám: 11 083 Játékvezetők: Romualdas Brazauskas (LTU) |

| 2008. augusztus 15. 22:15 | Dél-Korea (KOR)                         | 53–63     | Fehéroroszország (BLR) | Vukoszung Sportcsarnok, Peking Nézőszám: 11 083 Játékvezetők: Nikolaos Pitsilkas (GRE) |
| 2008. augusztus 15. 22:15 | (15–12, 13–21, 9–17, 16–13) Jegyzőkönyv |           |                        | Vukoszung Sportcsarnok, Peking Nézőszám: 11 083 Játékvezetők: Nikolaos Pitsilkas (GRE) |
| 2008. augusztus 15. 22:15 | I Miszon, Csong Szonmin 10              | Pont      | Sznicina 15            | Vukoszung Sportcsarnok, Peking Nézőszám: 11 083 Játékvezetők: Nikolaos Pitsilkas (GRE) |
| 2008. augusztus 15. 22:15 | I Miszon, Pjon Jonha 6                  | Lepattanó | Levcsanka 14           | Vukoszung Sportcsarnok, Peking Nézőszám: 11 083 Játékvezetők: Nikolaos Pitsilkas (GRE) |
| 2008. augusztus 15. 22:15 | Pjon Jonha 3                            | Gólpassz  | Marcsanka 5            | Vukoszung Sportcsarnok, Peking Nézőszám: 11 083 Játékvezetők: Nikolaos Pitsilkas (GRE) |

| 2008. augusztus 17. 14:30 | Lettország (LAT)                        | 68–72     | Dél-Korea (KOR) | Vukoszung Sportcsarnok, Peking Nézőszám: 11 083 Játékvezetők: Jose Carreon (PUR) |
| 2008. augusztus 17. 14:30 | (22–20, 13–22, 9–18, 24–12) Jegyzőkönyv |           |                 | Vukoszung Sportcsarnok, Peking Nézőszám: 11 083 Játékvezetők: Jose Carreon (PUR) |
| 2008. augusztus 17. 14:30 | Jēkabsone-Žogota 22                     | Pont      | Pak Csongun 17  | Vukoszung Sportcsarnok, Peking Nézőszám: 11 083 Játékvezetők: Jose Carreon (PUR) |
| 2008. augusztus 17. 14:30 | Tamane 11                               | Lepattanó | I Miszon 10     | Vukoszung Sportcsarnok, Peking Nézőszám: 11 083 Játékvezetők: Jose Carreon (PUR) |
| 2008. augusztus 17. 14:30 | Jēkabsone-Žogota 5                      | Gólpassz  | I Miszon 4      | Vukoszung Sportcsarnok, Peking Nézőszám: 11 083 Játékvezetők: Jose Carreon (PUR) |

Negyeddöntő
| 2008. augusztus 19. 20:00 | Egyesült Államok (USA)                 | 104–60    | Dél-Korea (KOR) | Vukoszung Sportcsarnok, Peking Nézőszám: 11 083 Játékvezetők: Stephen Seibel (USA) |
| 2008. augusztus 19. 20:00 | (25–21, 26–9, 26–9, 27–21) Jegyzőkönyv |           |                 | Vukoszung Sportcsarnok, Peking Nézőszám: 11 083 Játékvezetők: Stephen Seibel (USA) |
| 2008. augusztus 19. 20:00 | Fowles 26                              | Pont      | Kim Gjeljong 14 | Vukoszung Sportcsarnok, Peking Nézőszám: 11 083 Játékvezetők: Stephen Seibel (USA) |
| 2008. augusztus 19. 20:00 | Fowles 14                              | Lepattanó | Kim Gjeljong 5  | Vukoszung Sportcsarnok, Peking Nézőszám: 11 083 Játékvezetők: Stephen Seibel (USA) |
| 2008. augusztus 19. 20:00 | Augustus 3                             | Gólpassz  | Pak Csongun 7   | Vukoszung Sportcsarnok, Peking Nézőszám: 11 083 Játékvezetők: Stephen Seibel (USA) |

| Csapat          | Helyezés |
| --------------- | -------- |
| Dél-Korea (KOR) | 8.       |

## Labdarúgás

### Férfi
| #             | Név                | Klub                     | Születési idő                    | Mérkőzésszám | Gól     | Sárga lap | sárga lap · 2. sárga lap · kiállítva | kiállítva |
| Kapusok       | Kapusok            | Kapusok                  | Kapusok                          | Kapusok      | Kapusok | Kapusok   | Kapusok                              | Kapusok   |
| ------------- | ------------------ | ------------------------ | -------------------------------- | ------------ | ------- | --------- | ------------------------------------ | --------- |
| 1             | Csong Szongljong   | Seongnam Ilhwa           | 1985. január 4. (23 évesen)      | 3            | 0       | 0         | 0                                    | 0         |
| 18            | Szong Jugol        | Incheon United           | 1985. február 16. (23 évesen)    | 0            | 0       | 0         | 0                                    | 0         |
| Védők         |                    |                          |                                  |              |         |           |                                      |           |
| 2             | Szin Gvanghun      | Pohang Steelers          | 1987. március 18. (21 évesen)    | 3            | 0       | 0         | 0                                    | 0         |
| 3             | Kim Dongdzsin      | Zenyit Szankt-Petyerburg | 1982. január 29. (26 évesen)     | 3            | 1       | 0         | 0                                    | 0         |
| 4             | Kang Minszu        | Jeonbuk Hyundai Motors   | 1986. február 14. (22 évesen)    | 3            | 0       | 0         | 0                                    | 0         |
| 5             | Kim Cshangszu      | Busan I'Park             | 1985. szeptember 12. (22 évesen) | 0            | 0       | 0         | 0                                    | 0         |
| 6             | Kim Dzsingju (csk) | FC Szöul                 | 1985. február 16. (23 évesen)    | 3            | 0       | 1         | 0                                    | 0         |
| 15            | Kim Gunhvan        | Kyung Hee University     | 1986. augusztus 12. (21 évesen)  | (1)          | 0       | 0         | 0                                    | 0         |
| Középpályások |                    |                          |                                  |              |         |           |                                      |           |
| 7             | O Dzsangun         | Ulsan Hyundai            | 1985. július 24. (23 évesen)     | 1(1)         | 0       | 1         | 0                                    | 0         |
| 8             | Kim Dzsongu        | Seongnam Ilhwa           | 1982. május 9. (26 évesen)       | 3            | 0       | 2         | 0                                    | 0         |
| 11            | I Cshongljong      | FC Szöul                 | 1988. július 2. (20 évesen)      | 2(1)         | 0       | 0         | 0                                    | 0         |
| 12            | Ki Szongjong       | FC Szöul                 | 1989. január 24. (19 évesen)     | 3            | 0       | 2         | 0                                    | 0         |
| 13            | Kim Szungjong      | Gwangju Sangmu Phoenix   | 1985. március 14. (23 évesen)    | 1            | 0       | 0         | 0                                    | 0         |
| 14            | Pek Csihun         | Suwon Samsung Bluewings  | 1985. február 28. (23 évesen)    | 1(2)         | 0       | 0         | 0                                    | 0         |
| 16            | Cso Jongcshol      | Yokohama FC              | 1989. május 31. (19 évesen)      | (2)          | 0       | 0         | 0                                    | 0         |
| Csatárok      |                    |                          |                                  |              |         |           |                                      |           |
| 9             | Szin Jongrok       | Suwon Samsung Bluewings  | 1987. március 27. (21 évesen)    | 1(1)         | 0       | 0         | 0                                    | 0         |
| 10            | Pak Csujong        | FC Szöul                 | 1985. július 10. (23 évesen)     | 3            | 1       | 0         | 0                                    | 0         |
| 17            | I Gunho            | Tegu FC                  | 1985. április 11. (23 évesen)    | 3            | 0       | 0         | 0                                    | 0         |
| Edző          |                    |                          |                                  |              |         |           |                                      |           |
|               | Pak Szonghva       |                          | 1955. május 7. (53 évesen)       |              |         |           |                                      |           |

- Kor: 2008. augusztus 7-i kora

#### Eredmények
D csoport
| Nemzet            | M | Gy | D | V | G+ | G- | Gk | P |
| ----------------- | - | -- | - | - | -- | -- | -- | - |
| Olaszország (ITA) | 3 | 2  | 1 | 0 | 6  | 0  | +6 | 7 |
| Kamerun (CMR)     | 3 | 1  | 2 | 0 | 2  | 1  | +1 | 5 |
| Dél-Korea (KOR)   | 3 | 1  | 1 | 1 | 2  | 4  | –2 | 4 |
| Honduras (HON)    | 3 | 0  | 0 | 3 | 0  | 5  | –5 | 0 |

| 2008. augusztus 7. 19:45 |

| Dél-Korea (KOR) | 1–1               | Kamerun (CMR)             |
| --------------- | ----------------- | ------------------------- |
| Pak Csujong 68' | (0–0) Jegyzőkönyv | Mandjeck 81' Baning 90+1′ |

| Csinhuangtaói Olimpiai Stadion, Csinhuangtao Nézőszám: 21 943 Játékvezető: Jair Marrufo (amerikai) |

| 2008. augusztus 10. 19:45 |

| Olaszország (ITA)                  | 3–0               | Dél-Korea (KOR) |
| ---------------------------------- | ----------------- | --------------- |
| Rossi 15' Rocchi 31' Montolivo 90' | (2–0) Jegyzőkönyv |                 |

| Csinhuangtaói Olimpiai Stadion, Csinhuangtao Nézőszám: 29 455 Játékvezető: Thomas Einwaller (osztrák) |

| 2008. augusztus 13. 17:00 |

| Dél-Korea (KOR)   | 1–0               | Honduras (HON) |
| ----------------- | ----------------- | -------------- |
| Kim Dongdzsin 23' | (1–0) Jegyzőkönyv |                |

| Sanghaj Stadion, Sanghaj Nézőszám: 34 160 Játékvezető: Michael Hester (új-zélandi) |

| Csapat          | Helyezés |
| --------------- | -------- |
| Dél-Korea (KOR) | 10.      |

## Lovaglás
Díjlovaglás
| Versenyző       | Ló           | Versenyszám | 1. kör | 1. kör | 2. kör  | 2. kör  | 3. kör  | 3. kör  | Végeredmény | Végeredmény |
| Versenyző       | Ló           | Versenyszám | Pont   | Hely.  | Pont    | Hely.   | Pont    | Hely.   | Pont        | Helyezés    |
| --------------- | ------------ | ----------- | ------ | ------ | ------- | ------- | ------- | ------- | ----------- | ----------- |
| Cshö Dzsunszang | Cinque Cento | Egyéni      | 57,333 | 45.    | kiesett | kiesett | kiesett | kiesett | kiesett     | kiesett     |

## Műugrás
Férfi
| Versenyző       | Versenyszám    | Selejtező | Selejtező | Elődöntő | Elődöntő | Döntő   | Döntő    |
| Versenyző       | Versenyszám    | Pont      | Helyezés  | Pont     | Helyezés | Pont    | Helyezés |
| --------------- | -------------- | --------- | --------- | -------- | -------- | ------- | -------- |
| Szon Szongcshol | Egyéni műugrás | 353,35    | 29.       | kiesett  | kiesett  | kiesett | kiesett  |

## Ökölvívás
| Versenyző      | Versenyszám | Selejtező                         | Nyolcaddöntő                   | Negyeddöntő                    | Elődöntő                         | Döntő             | Helyezés |
| Versenyző      | Versenyszám | Ellenfél Eredmény                 | Ellenfél Eredmény              | Ellenfél Eredmény              | Ellenfél Eredmény                | Ellenfél Eredmény | Helyezés |
| -------------- | ----------- | --------------------------------- | ------------------------------ | ------------------------------ | -------------------------------- | ----------------- | -------- |
| I Okszong      | Légsúly     | Rau'Shee Warren (USA) · 9-8       | Valíd Seríf (TUN) · 5-11       | kiesett                        | kiesett                          | kiesett           | 9.       |
| Han Szuncshol  | Harmatsúly  |                                   | Héctor Manzanilla (VEN) · 6-17 | kiesett                        | kiesett                          | kiesett           | 9.       |
| Pek Csongszop  | Könnyűsúly  |                                   | Pichai Sayota (THA) · 10-4     | Hracsik Dzsavahjan (ARM) · WO  | kiesett                          | kiesett           | 5.       |
| Kim Dzsongdzsu | Váltósúly   | Jack Culcay Keth (GER) · +11-11   | John Jackson (ISV) · 10-0      | Demetrius Andrade (USA) · 11-9 | Bakit Szarszekbajev (KAZ) · 6-10 | kiesett           |          |
| Cso Dokcsin    | Középsúly   | Angkhan Chomphuphuang (THA) · 3-9 | kiesett                        | kiesett                        | kiesett                          | kiesett           | 17.      |

WO - ellenfél nélkül

## Öttusa
| Versenyző    | Versenyszám | Lövészet | Lövészet | Lövészet | Vívás    | Vívás | Vívás  | Úszás   | Úszás | Úszás | Lovaglás    | Lovaglás | Lovaglás | Lovaglás | Futás    | Futás | Futás | Összesen    | Összesen |
| Versenyző    | Versenyszám | Pontszám | Pont     | Hely.    | Eredmény | Pont  | Hely.  | Idő     | Pont  | Hely. | Idő         | Hibapont | Pont     | Hely.    | Idő      | Pont  | Hely. | Összes pont | Helyezés |
| ------------ | ----------- | -------- | -------- | -------- | -------- | ----- | ------ | ------- | ----- | ----- | ----------- | -------- | -------- | -------- | -------- | ----- | ----- | ----------- | -------- |
| I Cshunhon   | Férfi       | 176      | 1048     | 26.      | 19-16    | 856   | 10.**  | 2:09,18 | 1252  | 27.   | 2:36,80**** | 1116     | 84       | 34.      | 9:41,05  | 1076  | 21.   | 4316        | 33.      |
| Nam Donghun  | Férfi       | 181      | 1108     | 18.      | 15-20    | 760   | 24.*** | 2:05,28 | 1300  | 16.   | 2:24,52     | 660      | 540      | 30.      | 8:55,57  | 1260  | 1.    | 4968        | 28.      |
| Jun Cshorong | Női         | 166      | 928      | 34.      | 16-19    | 784   | 22.*   | 2:22,88 | 1208  | 24.   | 1:11,57     | 140      | 1060     | 24.      | 11:47,30 | 892   | 35.   | 4872        | 33.      |

* - egy másik versenyzővel azonos eredményt ért el

** - két másik versenyzővel azonos eredményt ért el

*** - négy másik versenyzővel azonos eredményt ért el

**** - nem ért célba

## Sportlövészet
Férfi
| Versenyző     | Versenyszám           | Selejtező | Selejtező | Döntő   | Döntő    |
| Versenyző     | Versenyszám           | Pont      | Helyezés  | Pont    | Helyezés |
| ------------- | --------------------- | --------- | --------- | ------- | -------- |
| I Demjong     | Légpisztoly           | 580       | 15.       | kiesett | kiesett  |
| I Demjong     | Szabadpisztoly        | 551       | 25.       | kiesett | kiesett  |
| Csin Dzsongo  | Szabadpisztoly        | 563       | 5.        | 660,4   |          |
| Csin Dzsongo  | Légpisztoly           | 584       | 2.        | 684,5   |          |
| Han Dzsinszop | Légpuska              | 590       | 26.       | kiesett | kiesett  |
| Han Dzsinszop | Sportpuska, összetett | 1167      | 15.       | kiesett | kiesett  |
| Pak Pongdok   | Sportpuska, összetett | 1159      | 31.       | kiesett | kiesett  |
| Pak Pongdok   | Légpuska              | 593       | 16.       | kiesett | kiesett  |
| Pak Pongdok   | Sportpuska, fekvő     | 587       | 43.       | kiesett | kiesett  |
| Kim Hakman    | Sportpuska, fekvő     | 591       | 28.       | kiesett | kiesett  |
| I Jongszik    | Trap                  | 115       | 15.       | kiesett | kiesett  |

Női
| Versenyző   | Versenyszám           | Selejtező | Selejtező | Döntő   | Döntő    |
| Versenyző   | Versenyszám           | Pont      | Helyezés  | Pont    | Helyezés |
| ----------- | --------------------- | --------- | --------- | ------- | -------- |
| Kim Junmi   | Légpisztoly           | 382       | 16.       | kiesett | kiesett  |
| I Horim     | Légpisztoly           | 380       | 21.       | kiesett | kiesett  |
| I Horim     | Sportpisztoly         | 580       | 17.       | kiesett | kiesett  |
| An Szukjong | Sportpisztoly         | 581       | 11.       | kiesett | kiesett  |
| Kim Cshanmi | Légpuska              | 396       | 10.       | kiesett | kiesett  |
| Kim Joul    | Légpuska              | 395       | 13.       | kiesett | kiesett  |
| Kim Jujon   | Sportpuska, összetett | 569       | 34.       | kiesett | kiesett  |
| I Bona      | Trap                  | 55        | 19.       | kiesett | kiesett  |
| Kim Mindzsi | Skeet                 | 55        | 18.       | kiesett | kiesett  |

## Súlyemelés
Férfi
| Versenyző      | Versenyszám | Szakítás                 | Szakítás                 | Lökés                    | Lökés                    | Összesen | Helyezés |
| Versenyző      | Versenyszám | Eredmény                 | Helyezés                 | Eredmény                 | Helyezés                 | Összesen | Helyezés |
| -------------- | ----------- | ------------------------ | ------------------------ | ------------------------ | ------------------------ | -------- | -------- |
| Csi Hunmin     | 62 kg       | 142,0                    | 2.                       | érvényes kísérlet nélkül | érvényes kísérlet nélkül | kiesett  | kiesett  |
| I Bejong       | 69 kg       | 155,0                    | 2.                       | érvényes kísérlet nélkül | érvényes kísérlet nélkül | kiesett  | kiesett  |
| Kim Gvanghun   | 77 kg       | 155,0                    | 11.                      | 200,0                    | 4.                       | 355,0    | 4.       |
| Sza Dzsehjok   | 77 kg       | 163,0                    | 3.                       | 203,0                    | 1.                       | 366,0    |          |
| Cson Szanggjun | +105 kg     | érvényes kísérlet nélkül | érvényes kísérlet nélkül | kiesett                  | kiesett                  | kiesett  | kiesett  |

Női
| Versenyző    | Versenyszám | Szakítás | Szakítás | Lökés    | Lökés    | Összesen | Helyezés |
| Versenyző    | Versenyszám | Eredmény | Helyezés | Eredmény | Helyezés | Összesen | Helyezés |
| ------------ | ----------- | -------- | -------- | -------- | -------- | -------- | -------- |
| Im Dzsonghva | 48 kg       | 86,0     | 3.       | 110,0    | 4.*      | 196,0    | 4.       |
| Jun Dzsinhi  | 53 kg       | 94,0     | 3.       | 119,0    | 2.       | 213,0    |          |
| Kim Szukjong | 63 kg       | 98,0     | 8.       | 127,0    | 3.*      | 225,0    | 6.       |
| Csang Miran  | +75 kg      | 140,0    | 1.       | 186,0    | 1.       | 326,0    |          |

* - egy másik versenyzővel azonos eredményt ért el

## Taekwondo
Férfi
| Versenyző     | Versenyszám | Nyolcaddöntő                      | Negyeddöntő                | Elődöntő                | Vigaszág elődöntő | Bronz- mérkőzés   | Döntő                               | Helyezés |
| Versenyző     | Versenyszám | Ellenfél Eredmény                 | Ellenfél Eredmény          | Ellenfél Eredmény       | Ellenfél Eredmény | Ellenfél Eredmény | Ellenfél Eredmény                   | Helyezés |
| ------------- | ----------- | --------------------------------- | -------------------------- | ----------------------- | ----------------- | ----------------- | ----------------------------------- | -------- |
| Szon Thedzsin | Pehelysúly  | Dennis Bekkers (NED) · 4-3        | Servet Tazegül (TUR) · 1-0 | Sung Yu-Chi (TPE) · 7-6 |                   |                   | Mark López (USA) · 3-2              |          |
| Csha Dongmin  | Nehézsúly   | Kristopher Moitland (CRC) · 1- -2 | Akmal Ergashev (UZB) · 2-0 | Ángel Matos (CUB) · 1-0 |                   |                   | Aléxandrosz Nikolaídisz (GRE) · 5-4 |          |

Női
| Versenyző       | Versenyszám | Nyolcaddöntő                 | Negyeddöntő              | Elődöntő                       | Vigaszág elődöntő | Bronz- mérkőzés   | Döntő                       | Helyezés |
| Versenyző       | Versenyszám | Ellenfél Eredmény            | Ellenfél Eredmény        | Ellenfél Eredmény              | Ellenfél Eredmény | Ellenfél Eredmény | Ellenfél Eredmény           | Helyezés |
| --------------- | ----------- | ---------------------------- | ------------------------ | ------------------------------ | ----------------- | ----------------- | --------------------------- | -------- |
| Im Szudzsong    | Pehelysúly  | Su Li-Wen (TPE) · 1-0        | Robin Cheong (NZL) · 4-1 | Veronica Calabrese (ITA) · 5-1 |                   |                   | Azize Tanrıkulu (TUR) · 1-0 |          |
| Hvang Gjongszon | Váltósúly   | Majszá el-Maktúm (UAE) · 5-1 | Sandra Šarić (CRO) · 3-1 | Gwladys Épangue (FRA) · 2-1    |                   |                   | Karine Sergerie (CAN) · 2-1 |          |

## Tenisz
Férfi
| Versenyző   | Versenyszám | 64-es főtábla                        | 32-es főtábla     | Nyolcaddöntő      | Negyeddöntő       | Elődöntő          | Bronz- mérkőzés   | Döntő             | Helyezés |
| Versenyző   | Versenyszám | Ellenfél Eredmény                    | Ellenfél Eredmény | Ellenfél Eredmény | Ellenfél Eredmény | Ellenfél Eredmény | Ellenfél Eredmény | Ellenfél Eredmény | Helyezés |
| ----------- | ----------- | ------------------------------------ | ----------------- | ----------------- | ----------------- | ----------------- | ----------------- | ----------------- | -------- |
| I Hjongthek | Egyes       | Rafael Arévalo (ESA) · 6-4, 3-6, 4-6 | kiesett           | kiesett           | kiesett           | kiesett           | kiesett           | kiesett           | 33.      |

## Tollaslabda
| Versenyző                 | Versenyszám  | Selejtező                           | 32-es főtábla                                | Nyolcaddöntő                                                         | Negyeddöntő                                                        | Elődöntő                                                             | Bronz- mérkőzés                                                   | Döntő                                                           | Helyezés |
| Versenyző                 | Versenyszám  | Ellenfél Eredmény                   | Ellenfél Eredmény                            | Ellenfél Eredmény                                                    | Ellenfél Eredmény                                                  | Ellenfél Eredmény                                                    | Ellenfél Eredmény                                                 | Ellenfél Eredmény                                               | Helyezés |
| ------------------------- | ------------ | ----------------------------------- | -------------------------------------------- | -------------------------------------------------------------------- | ------------------------------------------------------------------ | -------------------------------------------------------------------- | ----------------------------------------------------------------- | --------------------------------------------------------------- | -------- |
| I Hjonil                  | Férfi egyes  |                                     | Kenneth Jonassen (DEN) · 15-21, 21-14, 21-19 | Marc Zwiebler (GER) · 21-13, 21-11                                   | Pao Csun-laj (CHN) · 23-21, 21-11                                  | Lee Chong Wei (MAS) · 18-21, 21-13, 13-21                            | Csen Csin (CHN) · 16-21, 21-12, 14-21                             |                                                                 | 4.       |
| Pak Szonghvan             | Férfi egyes  | Andrew Dabeka (CAN) · 21-11, 21-11  | Edwin Ekiring (UGA) · 21-5, 21-8             | Lin Tan (CHN) · 8-21, 11-21                                          | kiesett                                                            | kiesett                                                              | kiesett                                                           | kiesett                                                         | 9.       |
| I Dzsedzsin Hvang Dzsiman | Férfi páros  |                                     |                                              | Malajzia (MAS) · Choong Tan Fook · Lee Wan Wah · 20-22, 21-13, 21-16 | Japán (JPN) · Maszuda Keita · Ócuka Tadasi · 21-12, 18-21, 21-9    | Kína (CHN) · Caj Jün · Fu Haj-feng · 20-22, 8-21                     | Dánia (DEN) · Lars Paaske · Jonas Rasmussen · 13-21, 21-18, 21-17 |                                                                 |          |
| Csong Dzseszong I Jongde  | Férfi páros  |                                     |                                              | Dánia (DEN) · Lars Paaske · Jonas Rasmussen · 16-21, 19-21           | kiesett                                                            | kiesett                                                              | kiesett                                                           | kiesett                                                         | 9.       |
| Cson Dzsejon              | Női egyes    | Kamila Augustyn (POL) · 21-15, 21-5 | Chloe Magee (IRL) · 21-12, 21-14             | Csang Ning (CHN) · 11-21, 12-21                                      | kiesett                                                            | kiesett                                                              | kiesett                                                           | kiesett                                                         | 9.       |
| I Hjodzsong I Kjongvon    | Női páros    |                                     |                                              | Malajzia (MAS) · Chin Eei Hui · Wong Pei Tty · 21-14, 21-19          | Szingapúr (SIN) · Jiang Yanmei · Li Yujia · 21-15, 21-12           | Japán (JPN) · Maeda Mijuki · Szuecuna Szatoko · 22-20, 21-15         |                                                                   | Kína (CHN) · Tu Csing · Jü Jang · 15-21, 13-21                  |          |
| Ha Dzsongun Kim Mindzsong | Női páros    |                                     |                                              | Kína (CHN) · Tu Csing · Jü Jang · 11-21, 21-16, 15-21                | kiesett                                                            | kiesett                                                              | kiesett                                                           | kiesett                                                         | 9.       |
| I Hjodzsong I Jongde      | Vegyes páros |                                     |                                              | Új-Zéland (NZL) · Craig Cooper · Renee Flavell · 21-12, 21-11        | Nagy-Britannia (GBR) · Gail Emms · Nathan Robertson · 21-19, 21-12 | Indonézia (INA) · Flandy Limpele · Vita Marissa · 21-9, 12-21, 21-17 |                                                                   | Indonézia (INA) · Lilyana Natsir · Nova Widianto · 21-11, 21-17 |          |
| Hvang Jumi Han Szanghun   | Vegyes páros |                                     |                                              | Indonézia (INA) · Lilyana Natsir · Nova Widianto · 21-23, 19-21      | kiesett                                                            | kiesett                                                              | kiesett                                                           | kiesett                                                         | 9.       |

## Torna
Férfi
| Versenyző                                                             | Versenyszám      | Selejtező | Selejtező | Döntő    | Döntő    |
| Versenyző                                                             | Versenyszám      | Pontszám  | Helyezés  | Pontszám | Helyezés |
| --------------------------------------------------------------------- | ---------------- | --------- | --------- | -------- | -------- |
| Kim Deun                                                              | Talaj            | 15,500    | 13.       | kiesett  | kiesett  |
| Kim Deun                                                              | Ugrás            | 16,050    |           | kiesett  | kiesett  |
| Kim Deun                                                              | Korlát           | 16,050    | 8.        | kiesett  | kiesett  |
| Kim Deun                                                              | Nyújtó           | 14,625    | 37.       | kiesett  | kiesett  |
| Kim Deun                                                              | Gyűrű            | 15,450    | 14.       | kiesett  | kiesett  |
| Kim Deun                                                              | Lólengés         | 14,725    | 21.       | kiesett  | kiesett  |
| Kim Deun                                                              | Egyéni összetett | 92,400    | 3.        | 90,775   | 11.      |
| Kim Dzsihun                                                           | Talaj            | 14,975    | 30.       | kiesett  | kiesett  |
| Kim Dzsihun                                                           | Ugrás            | 15,650    |           | kiesett  | kiesett  |
| Kim Dzsihun                                                           | Nyújtó           | 14,525    | 44.       | kiesett  | kiesett  |
| Kim Dzsihun                                                           | Lólengés         | 15,175    | 9.        | 15,175   | 6.       |
| Kim Dzsihun                                                           | Egyéni összetett | 60,325    | 62.       | kiesett  | kiesett  |
| Kim Szungil                                                           | Talaj            | 14,975    | 31.       | kiesett  | kiesett  |
| Kim Szungil                                                           | Ugrás            | 15,650    |           | kiesett  | kiesett  |
| Kim Szungil                                                           | Korlát           | 15,325    | 35.       | kiesett  | kiesett  |
| Kim Szungil                                                           | Nyújtó           | 12,175    | 76.       | kiesett  | kiesett  |
| Kim Szungil                                                           | Gyűrű            | 14,325    | 49.       | kiesett  | kiesett  |
| Kim Szungil                                                           | Lólengés         | 14,550    | 24.       | kiesett  | kiesett  |
| Kim Szungil                                                           | Egyéni összetett | 87,000    | 34.       | kiesett  | kiesett  |
| Kim Szumjon                                                           | Talaj            | 15,575    | 9.        | kiesett  | kiesett  |
| Kim Szumjon                                                           | Ugrás            | 16,025    |           | kiesett  | kiesett  |
| Kim Szumjon                                                           | Korlát           | 15,350    | 33.       | kiesett  | kiesett  |
| Kim Szumjon                                                           | Nyújtó           | 14,975    | 22.       | kiesett  | kiesett  |
| Kim Szumjon                                                           | Gyűrű            | 14,175    | 56.       | kiesett  | kiesett  |
| Kim Szumjon                                                           | Lólengés         | 13,800    | 54.       | kiesett  | kiesett  |
| Kim Szumjon                                                           | Egyéni összetett | 89,900    | 18.       | kiesett  | kiesett  |
| Jang Thejong                                                          | Talaj            | 13,850    | 69.       | kiesett  | kiesett  |
| Jang Thejong                                                          | Ugrás            | 15,525    | 14.       | kiesett  | kiesett  |
| Jang Thejong                                                          | Korlát           | 16,100    | 6.        | 15,650   | 7.       |
| Jang Thejong                                                          | Nyújtó           | 13,475    | 68.       | kiesett  | kiesett  |
| Jang Thejong                                                          | Gyűrű            | 14,875    | 38.       | kiesett  | kiesett  |
| Jang Thejong                                                          | Lólengés         | 15,000    | 13.       | kiesett  | kiesett  |
| Jang Thejong                                                          | Egyéni összetett | 89,300    | 22.       | 91,600   | 8.       |
| Ju Voncshol                                                           | Korlát           | 16,150    | 4.        | 16,250   |          |
| Ju Voncshol                                                           | Gyűrű            | 15,575    | 11.       | kiesett  | kiesett  |
| Ju Voncshol                                                           | Egyéni összetett | 31,725    | 85.       | kiesett  | kiesett  |
| Kim Dzsihun Jang Thejong Kim Szumjon Ju Voncshol Kim Deun Kim Szungil | Csapat összetett | 365,675   | 4.        | 274,375  | 5.       |

Női
| Versenyző    | Versenyszám      | Selejtező | Selejtező | Döntő    | Döntő    |
| Versenyző    | Versenyszám      | Pontszám  | Helyezés  | Pontszám | Helyezés |
| ------------ | ---------------- | --------- | --------- | -------- | -------- |
| Cso Hjondzsu | Talaj            | 13,375    | 71.       | kiesett  | kiesett  |
| Cso Hjondzsu | Ugrás            | 14,125    |           | kiesett  | kiesett  |
| Cso Hjondzsu | Felemás korlát   | 11,875    | 81.       | kiesett  | kiesett  |
| Cso Hjondzsu | Gerenda          | 13,400    | 75.       | kiesett  | kiesett  |
| Cso Hjondzsu | Egyéni összetett | 52,775    | 58.       | kiesett  | kiesett  |

### Ritmikus gimnasztika
| Versenyző    | Versenyszám | Selejtező | Selejtező | Selejtező | Selejtező | Selejtező | Selejtező | Selejtező | Selejtező | Selejtező | Selejtező | Döntő   | Döntő   | Döntő   | Döntő   | Döntő    | Döntő    | Döntő   | Döntő   | Döntő    | Döntő    | Helyezés |
| Versenyző    | Versenyszám | Kötél     | Kötél     | Karika    | Karika    | Buzogány  | Buzogány  | Szalag    | Szalag    | Összesen  | Összesen  | Kötél   | Kötél   | Karika  | Karika  | Buzogány | Buzogány | Szalag  | Szalag  | Összesen | Összesen | Helyezés |
| Versenyző    | Versenyszám | Pont      | Hely.     | Pont      | Hely.     | Pont      | Hely.     | Pont      | Hely.     | Pont      | Hely.     | Pont    | Hely.   | Pont    | Hely.   | Pont     | Hely.    | Pont    | Hely.   | Pont     | Hely.    | Helyezés |
| ------------ | ----------- | --------- | --------- | --------- | --------- | --------- | --------- | --------- | --------- | --------- | --------- | ------- | ------- | ------- | ------- | -------- | -------- | ------- | ------- | -------- | -------- | -------- |
| Szin Szudzsi | Egyéni      | 16,325    | 14.       | 16,375    | 16.       | 16,600    | 9.**      | 16,850    | 7.*       | 66,150    | 12.       | kiesett | kiesett | kiesett | kiesett | kiesett  | kiesett  | kiesett | kiesett | kiesett  | kiesett  | 12.      |

* - egy másik versenyzővel azonos eredményt ért el

** - két másik versenyzővel azonos eredményt ért el

## Úszás
Férfi
| Versenyző      | Versenyszám    | Előfutam | Előfutam | Előfutam | Elődöntő | Elődöntő | Elődöntő | Döntő   | Döntő    |
| Versenyző      | Versenyszám    | Idő      | Hely.    | Össz.    | Idő      | Hely.    | Össz.    | Idő     | Helyezés |
| -------------- | -------------- | -------- | -------- | -------- | -------- | -------- | -------- | ------- | -------- |
| Im Namgjun     | 100 m gyors    | 51,80    | 5.       | 54.      | kiesett  | kiesett  | kiesett  | kiesett | kiesett  |
| Pak Thehvan    | 200 m gyors    | 1:46,73  | 3.       | 6.       | 1:45,99  | 2.       | 2.       | 1:44,85 |          |
| Pak Thehvan    | 400 m gyors    | 3:43,35  | 2.       | 3.       |          |          |          | 3:41,86 |          |
| Pak Thehvan    | 1500 m gyors   | 15:05,55 | 4.       | 16.      |          |          |          | kiesett | kiesett  |
| Szong Min      | 100 m hát      | 54,99    | 4.       | 23.      | kiesett  | kiesett  | kiesett  | kiesett | kiesett  |
| Kim Dzsihjon   | 200 m hát      | 2:00,72  | 5.       | 26.      | kiesett  | kiesett  | kiesett  | kiesett | kiesett  |
| Szin Szudzsong | 200 m mell     | 2:16,21  | 4.       | 43.      | kiesett  | kiesett  | kiesett  | kiesett | kiesett  |
| Ju Dzsongnam   | 200 m pillangó | 2:01,00  | 4.       | 34.      | kiesett  | kiesett  | kiesett  | kiesett | kiesett  |
| Pak Pomho      | 200 m vegyes   | 2:06,17  | 5.       | 44.      | kiesett  | kiesett  | kiesett  | kiesett | kiesett  |

Női
| Versenyző     | Versenyszám    | Előfutam | Előfutam | Előfutam | Elődöntő | Elődöntő | Elődöntő | Döntő   | Döntő    |
| Versenyző     | Versenyszám    | Idő      | Hely.    | Össz.    | Idő      | Hely.    | Össz.    | Idő     | Helyezés |
| ------------- | -------------- | -------- | -------- | -------- | -------- | -------- | -------- | ------- | -------- |
| Csang Hidzsin | 50 m gyors     | 25,59    | 5.       | 31.      | kiesett  | kiesett  | kiesett  | kiesett | kiesett  |
| Csang Hidzsin | 100 m gyors    | 55,96    | 4.       | 32.      | kiesett  | kiesett  | kiesett  | kiesett | kiesett  |
| I Kjora       | 200 m gyors    | 2:05,71  | 8.       | 46.      | kiesett  | kiesett  | kiesett  | kiesett | kiesett  |
| I Dzsiun      | 400 m gyors    | 4:21,53  | 5.       | 37.      |          |          |          | kiesett | kiesett  |
| Kim Jujon     | 100 m hát      | 1:04,63  | 5.       | 44.      | kiesett  | kiesett  | kiesett  | kiesett | kiesett  |
| Kang Jongszo  | 200 m hát      | 2:14,52  | 1.       | 26.      | kiesett  | kiesett  | kiesett  | kiesett | kiesett  |
| Csong Szulki  | 100 m mell     | 1:09,26  | 2.       | 23.      | kiesett  | kiesett  | kiesett  | kiesett | kiesett  |
| Csong Szulki  | 200 m mell     | 2:25,95  | 4.       | 11.      | 2:26,83  | 5.       | 11.      | kiesett | kiesett  |
| Csong Dare    | 200 m mell     | 2:27,28  | 5.       | 16.      | 2:28,28  | 8.       | 14.      | kiesett | kiesett  |
| Cshö Hjera    | 100 m pillangó | 1:00,65  | 2.       | 40.      | kiesett  | kiesett  | kiesett  | kiesett | kiesett  |
| Cshö Hjera    | 200 m pillangó | 2:11,42  | 8.       | 23.      | kiesett  | kiesett  | kiesett  | kiesett | kiesett  |
| Cshö Hjera    | 200 m vegyes   | 2:15,26  | 3.       | 24.      | kiesett  | kiesett  | kiesett  | kiesett | kiesett  |
| Nam Juszon    | 400 m vegyes   | 4:46,74  | 1.       | 28.      |          |          |          | kiesett | kiesett  |

## Vitorlázás
Férfi
| Versenyző              | Versenyszám     | Futam | Futam | Futam | Futam | Futam | Futam | Futam | Futam | Futam | Futam | Futam | Pontszám | Helyezés |
| Versenyző              | Versenyszám     | 1     | 2     | 3     | 4     | 5     | 6     | 7     | 8     | 9     | 10    | É     | Pontszám | Helyezés |
| ---------------------- | --------------- | ----- | ----- | ----- | ----- | ----- | ----- | ----- | ----- | ----- | ----- | ----- | -------- | -------- |
| I Thehun               | Szörfvitorlázás | 22    | 14    | 20    | 15    | 20    | 25    | 13    | 11    | 9     | 9     | -     | 133      | 18.      |
| Ha Dzsimin             | Laser           | 23    | 33    | 37    | 31    | 13    | 17    | 17    | 34    | 22    |       | -     | 190      | 28.      |
| Jun Cshol Kim Hjongthe | 470-es osztály  | 17    | 24    | 21    | 27    | 20    | 3     | 23    | 25    | 22    | 25    | -     | 180      | 25.      |

## Vívás
Férfi
| Versenyző                                | Versenyszám       | Selejtező                  | 32-es főtábla                 | Nyolcaddöntő                | Negyeddöntő                                                                                         | Elődöntő                                                                                      | Bronz- mérkőzés                                                                                             | Döntő             | Helyezés |
| Versenyző                                | Versenyszám       | Ellenfél Eredmény          | Ellenfél Eredmény             | Ellenfél Eredmény           | Ellenfél Eredmény                                                                                   | Ellenfél Eredmény                                                                             | Ellenfél Eredmény                                                                                           | Ellenfél Eredmény | Helyezés |
| ---------------------------------------- | ----------------- | -------------------------- | ----------------------------- | --------------------------- | --------------------------------------------------------------------------------------------------- | --------------------------------------------------------------------------------------------- | --- | ----------------- | -------- |
| Cshö Bjongcshol                          | Tőr, egyéni       |                            | Hálid al-Hamádi (QAT) · 15-3  | Óta Júki (JPN) · 14-15      | kiesett                                                                                             | kiesett                                                                                       | kiesett | kiesett           | 9.       |
| Csong Dzsinszon                          | Párbajtőr, egyéni |                            | Li Kuo-csie (CHN) · 15-6      | Dmitro Csumak (UKR) · 15-6  | Fabrice Jeannet (FRA) · 11-15                                                                       | kiesett                                                                                       | kiesett | kiesett           | 5.       |
| Kim Szunggu                              | Párbajtőr, egyéni | Given Maduma (RSA) · 15-12 | Imre Géza (HUN) · 14-15       | kiesett                     | kiesett                                                                                             | kiesett                                                                                       | kiesett | kiesett           | 27.      |
| Kim Vondzsin                             | Párbajtőr, egyéni |                            | José Luis Abajo (ESP) · 14-15 | kiesett                     | kiesett                                                                                             | kiesett                                                                                       | kiesett | kiesett           | 20.      |
| O Unszok                                 | Kard, egyéni      |                            | Dzmitrij Lapkesz (BLR) · 15-8 | Nicolas Lopez (FRA) · 11-15 | kiesett                                                                                             | kiesett                                                                                       | kiesett | kiesett           | 13.      |
| Csong Dzsinszon Kim Szunggu Kim Vondzsin | Párbajtőr, csapat |                            |                               |                             | Olaszország (ITA) · Diego Confalonieri · Alfredo Rota · Matteo Tagliariol · Stefano Carozzo · 37-45 | 5–8. helyért · Venezuela (VEN) · Silvio Fernández · Francisco Limardo · Rubén Limardo · 38-45 | 7. helyért · Ukrajna (UKR) · Dmitro Csumak · Makszim Hvoroszt · Vitalij Medvegyev · Bohdan Nyikisin · 39-41 |                   | 8.       |

Női
| Versenyző       | Versenyszám       | Selejtező         | 32-es főtábla                    | Nyolcaddöntő                  | Negyeddöntő                    | Elődöntő                        | Bronz- mérkőzés   | Döntő                         | Helyezés |
| Versenyző       | Versenyszám       | Ellenfél Eredmény | Ellenfél Eredmény                | Ellenfél Eredmény             | Ellenfél Eredmény              | Ellenfél Eredmény               | Ellenfél Eredmény | Ellenfél Eredmény             | Helyezés |
| --------------- | ----------------- | ----------------- | -------------------------------- | ----------------------------- | ------------------------------ | ------------------------------- | ----------------- | ----------------------------- | -------- |
| Csong Girok     | Tőr, egyéni       |                   | Szugavara Csieko (JPN) · 9-11    | kiesett                       | kiesett                        | kiesett                         | kiesett           | kiesett                       | 24.      |
| Nam Hjonhi      | Tőr, egyéni       |                   | Ímán Saabán (EGY) · 15-6         | Varga Gabriella (HUN) · 15-4  | Szugavara Csieko (JPN) · 15-10 | Giovanna Trillini (ITA) · 15-10 |                   | Valentina Vezzali (ITA) · 5-6 |          |
| Csong Hjodzsong | Párbajtőr, egyéni |                   | Kelley Hurley (USA) · 15-6       | Britta Heidemann (GER) · 5-12 | kiesett                        | kiesett                         | kiesett           | kiesett                       | 14.      |
| Kim Gumhva      | Kard, egyéni      |                   | Carole Vergne (FRA) · 15-14      | Tan Hszüe (CHN) · 8-15        | kiesett                        | kiesett                         | kiesett           | kiesett                       | 12.      |
| I Szinmi        | Kard, egyéni      |                   | Olga Ovtchinnikova (CAN) · 13-15 | kiesett                       | kiesett                        | kiesett                         | kiesett           | kiesett                       | 20.      |